# Thomas Jefferson
Thomas Jefferson (Shadwell, 13 de abril de 1743-Charlottesville, 4 de julio de 1826) fue el tercer presidente de los Estados Unidos, ocupando el cargo entre 1801 y 1809. Se le considera uno de los padres fundadores de la nación.
Su eminencia viene dada porque fue el principal autor de la Declaración de Independencia de los Estados Unidos. Fue uno de los padres fundadores más influyentes, conocido por su promoción de los ideales del republicanismo en los Estados Unidos. Anticipó la visión de Estados Unidos como el respaldo de un gran «imperio de la libertad» que promoviera la democracia y la lucha contra el imperialismo británico.
Los principales acontecimientos que tuvieron lugar durante su presidencia incluyen la compra de Luisiana y la expedición de Lewis y Clark, así como la escalada de tensiones con el Reino Unido y Francia, que condujeron a la guerra con el primero en 1812, después de dejar el cargo.
Como filósofo político, era un hombre de la Ilustración y conocía a muchos líderes intelectuales en Gran Bretaña y Francia. Idealizaba al pequeño agricultor propietario independiente como ejemplo de virtudes republicanas, desconfiaba de las ciudades y los financieros, favoreció los derechos de los Estados y un gobierno federal estrictamente limitado. Apoyó la separación de la Iglesia y el Estado  y fue el autor del Estatuto para la Libertad Religiosa de Virginia. Fue el epónimo de la democracia jeffersoniana y líder y cofundador, junto a James Madison, del Partido Demócrata-Republicano, que dominó la política estadounidense durante 25 años. Fue gobernador de Virginia durante la Guerra de Independencia (1779-1781), el primer secretario de Estado (1789-1793) y segundo vicepresidente de los Estados Unidos (1797-1801).
Erudito y polímata, se consagró, entre otras cosas, como horticultor, líder político, arquitecto, arqueólogo, paleontólogo, músico, inventor y fundador de la Universidad de Virginia, declarada por la Unesco como Patrimonio de la Humanidad en 1987. Cuando el presidente John F. Kennedy recibió a los 49 ganadores del Premio Nobel en la Casa Blanca en 1962, dijo: «creo que esta es la colección más extraordinaria de talento y del saber humano que jamás se haya reunido en la Casa Blanca, con la posible excepción de cuando Thomas Jefferson cenaba solo». Hasta la fecha, es el único presidente que ha servido dos mandatos y no ha vetado ni una sola legislación aprobada por el Congreso. Murió el 4 de julio de 1826, coincidiendo con el 50.º aniversario de la Declaración de Independencia y unas horas antes que su predecesor, rival electoral y amigo John Adams. Ha sido constantemente calificado por los expertos como uno de los más grandes presidentes de Estados Unidos.

## Primeros años y educación

### Infancia
Thomas Jefferson nació en el lugar de Shadwell, Virginia el 13 de abril de 1743, en el seno de una familia acomodada. Fue el tercero de diez hijos (dos de los cuales nacieron muertos) del matrimonio formado por Peter Jefferson y Jane Randolph, dueños de una plantación que llevaba el nombre de la ciudad. Su madre, Jane Randolph, era hija de Isham Randolph, un capitán de barco y antiguo latifundista, primo hermano de Peyton Randolph, descendiente de la aristocracia inglesa y escocesa. El padre de Jefferson, Peter Jefferson, era un hacendado y agrimensor del condado de Albemarle (Virginia). Él era británico, concretamente galés, aunque esto último no está claro. Cuando el coronel William Randolph, un viejo amigo de Peter Jefferson, murió en 1745, Peter asumió el albaceazgo y la carga de los bienes personales de William Randolph en Tuckahoe, así como a su pequeño hijo, Thomas Mann Randolph, Jr. Ese mismo año, los Jefferson se trasladaron a Tuckahoe donde permanecerían durante los siguientes siete años antes de regresar a su hogar en Albemarle. Peter Jefferson fue nombrado coronel de la provincia, una posición muy importante en ese momento.

### Educación
En 1752, Jefferson comenzó a asistir a una escuela local dirigida por William Douglas, un escocés. A la edad de nueve años, Jefferson empezó a estudiar el idioma latín, griego y francés. En 1757, cuando tenía 14 años, su padre murió. Jefferson heredó unos 5000 acres (20 km²) de tierra y decenas de esclavos. Construyó su casa allí, que con el tiempo llegó a conocerse como Monticello.[cita requerida]
Después de la muerte de su padre, estudió con el reverendo James Maury de 1758 a 1760. La escuela estaba cerca de la parroquia Fredericksville, próxima a Gordonsville, Virginia, a 19 km de Shadwell, y Jefferson se mudó con la familia de Maury. Allí recibió una educación clásica y estudió historia y ciencias. [cita requerida]
En 1760, con solo 16 años, cursó matemáticas en el College of William & Mary en Williamsburg. Allí vio clases con el profesor William Small, quien introdujo a Jefferson en los escritos de los empiristas británicos, como John Locke, Francis Bacon e Isaac Newton (Jefferson los llamó «los tres mejores hombres que el mundo nunca haya creado»). También perfeccionó su francés, llevaba su libro de gramática griega donde quiera que fuera, practicaba el violín y leía a Tácito y Homero. Como gran y diligente estudiante, Jefferson mostraba una ávida curiosidad en todos los campos y, de acuerdo con la tradición familiar, estudiaba unas quince horas al día. Su más cercano amigo de la universidad, John Page de Rosewell, informó de que Jefferson «podía despegarse de sus amigos más queridos para volar a sus estudios».[cita requerida]
En la universidad, Jefferson era miembro de una organización secreta llamada la F.H.C. Society. Allí se hospedó en el edificio conocido hoy como el Edificio de Sir Christopher Wren, asistiendo a las comidas comunales en el Gran Salón y también a las oraciones en la capilla Wren por la mañana y por la tarde. Jefferson asistía frecuentemente a las lujosas fiestas del Gobernador Real Francis Fauquier, donde tocaba el violín y donde también desarrolló una temprana afición por los vinos. Después de graduarse en 1762 con altos honores, pasó la prueba con el profesor de derecho George Wythe que le permitió ser admitido como abogado de Virginia en 1767.[cita requerida]

### Después de la universidad
El 1 de octubre de 1765, la mayor de las hermanas de Jefferson, Jane, murió a la edad de 25 años. Jefferson cayó en un período de luto riguroso, estando ya decaído por la ausencia de sus otras hermanas, Mary, que había estado casada durante varios años con Thomas Bolling, y Martha, quien se había casado a principios de julio con Dabney Carr. Ambas se habían trasladado a las residencias de sus maridos, dejando en casa a sus hermanos menores Elizabeth, Lucy y los dos niños pequeños. Jefferson no fue consolado por la presencia de sus otras hermanas, ya que no le facilitaban el mismo estímulo intelectual que le habían dado sus hermanas mayores.
Jefferson llevaba muchos casos como abogado en la Virginia colonial, siendo la lista de más de un centenar de casos anuales entre 1768 y 1773 en el Tribunal General él solo, sin dejar de participar como abogado en otros cientos de casos. Jefferson tuvo como clientes a miembros de las familias de la élite de Virginia, incluidos los miembros de la familia de su madre, los Randolph.

### Monticello

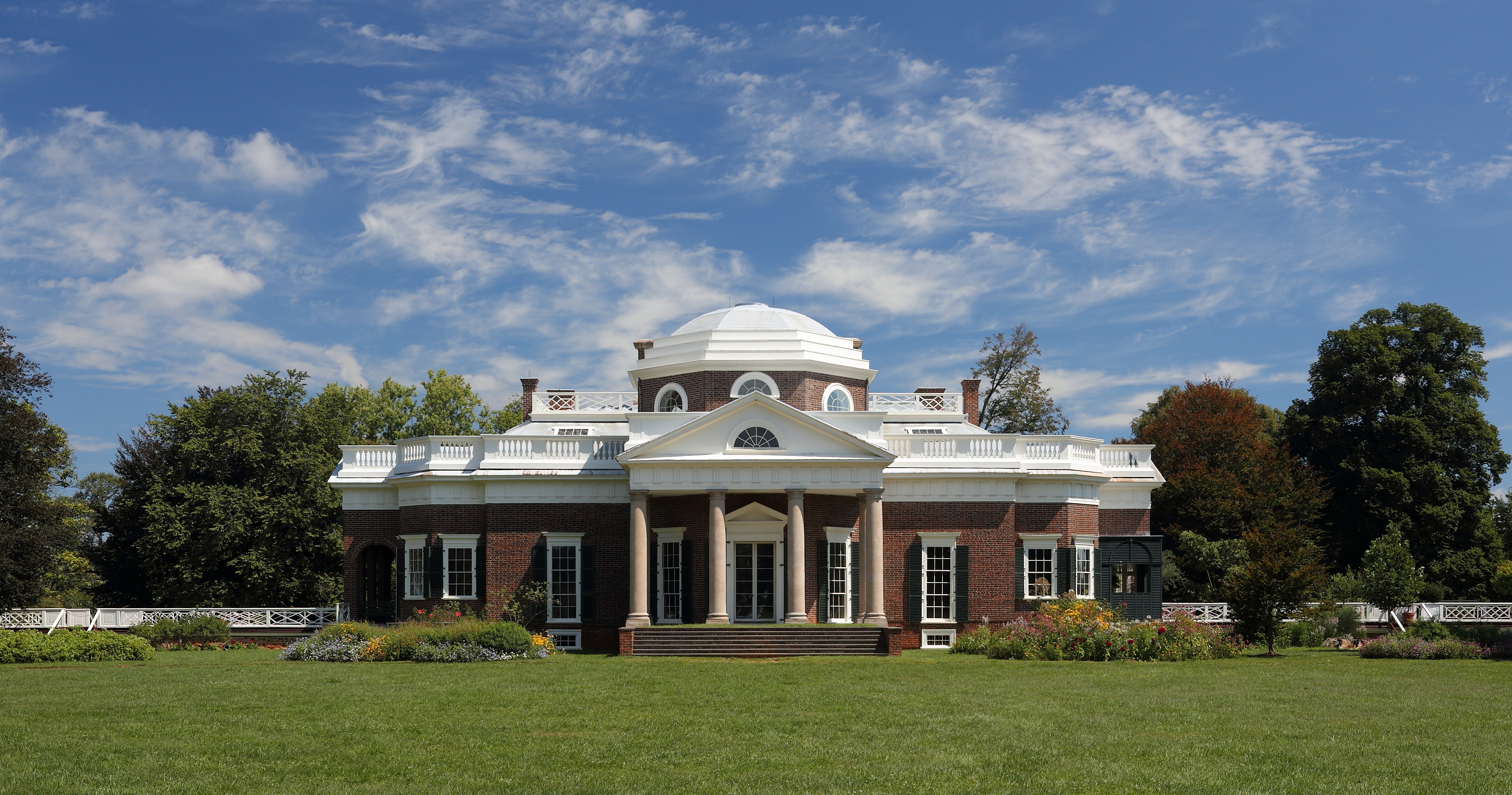
Monticello, residencia de Jefferson.

En 1768 Thomas Jefferson comenzó la construcción de Monticello, una mansión neoclásica. Desde su infancia, Jefferson siempre había querido construir una casa hermosa en la cima de una montaña a la vista de Shadwell. Jefferson se endeudó enormemente en Monticello, gastando generosamente con el fin de crear un ambiente neoclásico basado en su estudio del arquitecto Andrea Palladio.
Monticello fue también la plantación de esclavos de Thomas Jefferson. A lo largo de un período duradero de setenta años, Thomas Jefferson tuvo la propiedad de más de 600 esclavos. Muchos de los esclavos en la plantación de Monticello se casaron entre sí y tuvieron niños. Jefferson solo pagó a algunos de sus esclavos de confianza en puestos importantes o por realizar tareas difíciles como la limpieza de chimeneas y baños. Registros fragmentarios indican una vida espiritual rica en los barracones de los esclavos de Monticello, que incorporaron tanto las tradiciones cristianas como las africanas. Aunque no hay constancia de que Jefferson encargara a esclavos el aprendizaje de gramática, varios hombres esclavizados en Monticello sabían leer y escribir.

### Hacia la Revolución
Además de practicar la abogacía, Jefferson representó al condado de Albemarle en la Cámara de Ciudadanos (House of Burgesses) de Virginia a partir de 1769. Tras la aprobación de las Leyes intolerables por el Parlamento británico en 1774, escribió una serie de resoluciones en contra de esa legislación, que se ampliaron en su obra titulada «Una vista resumida de los Derechos de la América británica», su primera obra publicada. La crítica a las Leyes intolerables se había centrado en cuestiones legales y constitucionales, pero Jefferson ofreció la idea radical de que los colonos tenían el derecho natural a gobernarse por sí mismos. Jefferson sostuvo también que el Parlamento era el legislador de la Gran Bretaña solamente y no tenía autoridad legislativa en las colonias. El documento está destinado a servir como instrucciones para la delegación de Virginia en el Primer Congreso Continental, pero las ideas de Jefferson demostraron ser demasiado radicales para ese órgano. Sin embargo, el folleto contribuyó a crear el marco teórico de la independencia estadounidense y marcó a Jefferson como uno de los más reflexivos portavoces de los patriotas. [cita requerida]

## Declaración de Independencia

Presentación de la Declaración de Independencia durante el Segundo Congreso Continental. Obra de John Trumbull (alrededor de 1816)

Thomas Jefferson fue nombrado en junio de 1775 delegado por Virginia para el Segundo Congreso Continental poco después del estallido de la guerra de Independencia de los Estados Unidos.
El Segundo Congreso Continental se reunió por primera vez en Filadelfia el 10 de mayo de 1775, con muchos de los 56 delegados que asistieron al Primer Congreso, entre ellos el presidente (Peyton Randolph) y el secretario (Charles Thomson). También hubo notables incorporaciones como Benjamin Franklin de Pensilvania y John Hancock de Massachusetts.
Dos semanas después del inicio de las sesiones, Peyton Randolph fue llamado de vuelta a Virginia para presidir la Cámara de los Ciudadanos y fue reemplazado por Thomas Jefferson, que se incorporó al Congreso varias semanas más tarde.
El 11 de junio de 1776, Jefferson fue nombrado junto a Benjamin Franklin, John Adams, Robert R. Livingston y Roger Sherman miembro de un comité formado por cinco hombres a quienes se les encargó la tarea de confeccionar una declaración de independencia que acompañara a la resolución de Richard Henry Lee que declaraba la independencia.
Dicha comisión solicitó a Jefferson que redactara un primer borrador para la declaración, probablemente debido a la reputación que este tenía como escritor. Este tipo de peticiones era algo normal en aquella época y nadie pensaba que se trataba de un encargo de gran responsabilidad. Jefferson realizó un borrador de la declaración tras consultar con otros miembros de la comisión, tomando como referencia su propia propuesta para la Constitución de Virginia y también el borrador que escribió George Mason para la Declaración de Derechos de Virginia, entre otras fuentes.
Una vez terminado, Jefferson enseñó el primer borrador al comité de los cinco, que introdujeron algunos cambios en el documento para, a continuación, presentarlo al Congreso el 28 de junio de 1776. El título del documento era A declaration by the representatives of the United States of America, in General Congress assembled («Declaración de los representantes de los Estados Unidos de América reunidos en Congreso General»).

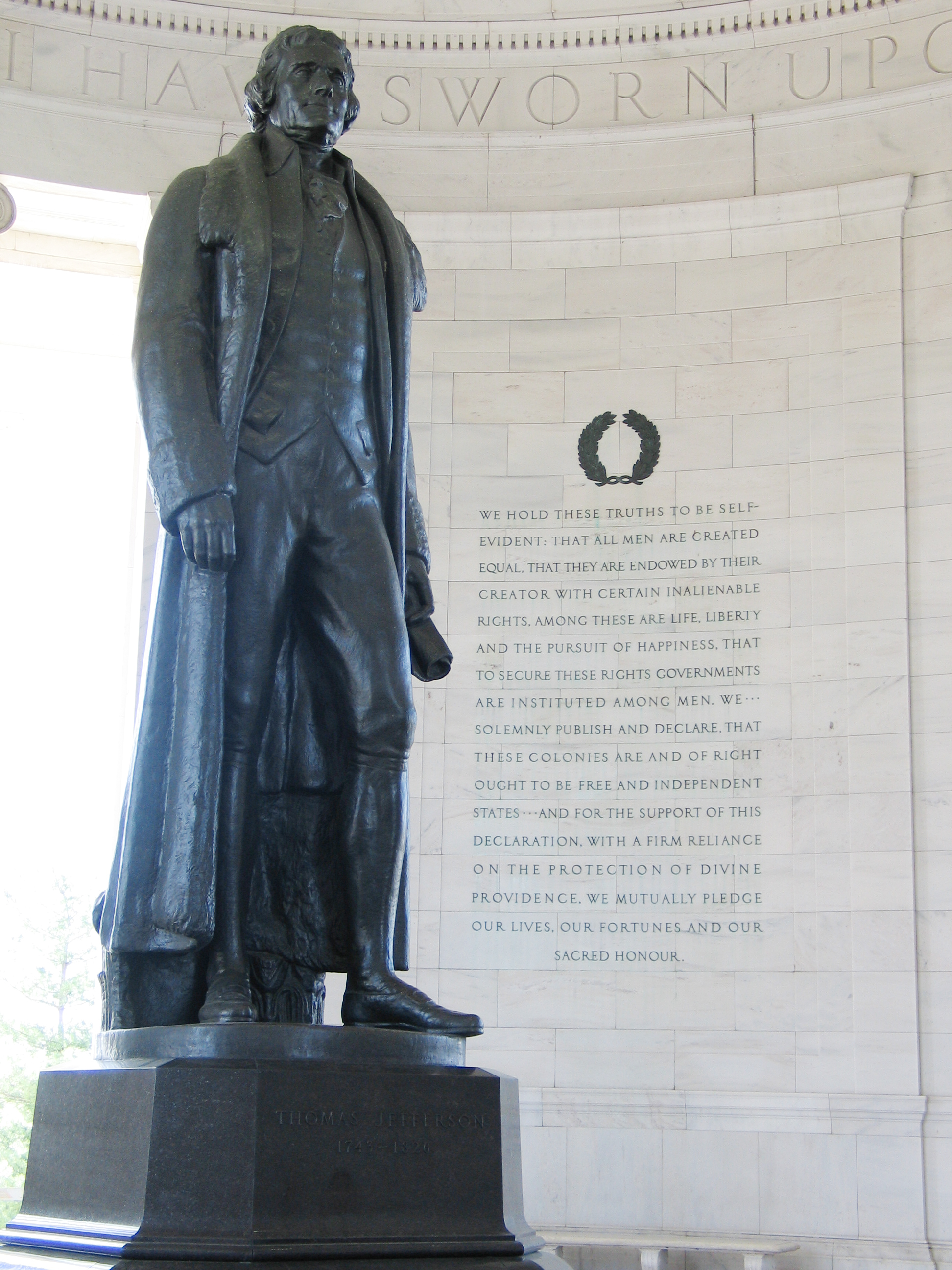
Estatua de Thomas Jefferson en Washington D. C. con el Preámbulo de la Declaración de Independencia en segundo plano.

Después de votar a favor de la resolución de independencia presentada por Richard Henry Lee el 2 de julio, el Congreso centró su atención en la declaración. Durante dos días se debatió el documento presentado por el comité, se realizaron varias modificaciones, suprimiendo casi una cuarta parte del texto y eliminando las referencias a la esclavitud, aprobándose el 4 de julio de 1776.
Dos semanas después, el 19 de julio, el Congreso votó una resolución para crear una versión final de la Declaración que fuera impresa en pergamino para que fuera firmada por todos los miembros del Congreso. Esto se logró el 2 de agosto de 1776.
Jefferson permaneció en Filadelfia hasta el 2 de septiembre de 1776, cuando su sucesor en el Congreso llegó a la ciudad y él renunció a su escaño para regresar a Virginia.

## Carrera política desde 1774 hasta 1800

### Legislador estatal
En septiembre de 1776, Jefferson volvió a Virginia y fue elegido para la nueva asamblea estatal. Durante su mandato en la Cámara, Jefferson propuso la reforma y actualización del sistema de leyes de Virginia para reflejar su nueva condición como un Estado democrático. Redactó 126 proyectos de ley en tres años, incluidas las leyes para abolir la primogenitura, establecer la libertad de religión y agilizar el sistema judicial. En 1778, el «Proyecto de Ley para la difusión general de conocimientos» presentado por Jefferson, condujo a varias reformas académicas en su alma mater, incluyendo el sistema electivo de estudio (el primero de una universidad estadounidense). [cita requerida]
Jefferson propuso también un proyecto de ley en el legislativo estatal para eliminar la pena capital para todos los delitos, excepto el asesinato y la traición. Su esfuerzo por reformar la ley de pena de muerte fue derrotado por un solo voto y delitos como la violación siguieron siendo castigados con la muerte en Virginia hasta la década de 1960. Propuso una ley que prohibiría la importación de esclavos a Virginia desde el extranjero, que fue aprobada en 1779.

### Gobernador de Virginia

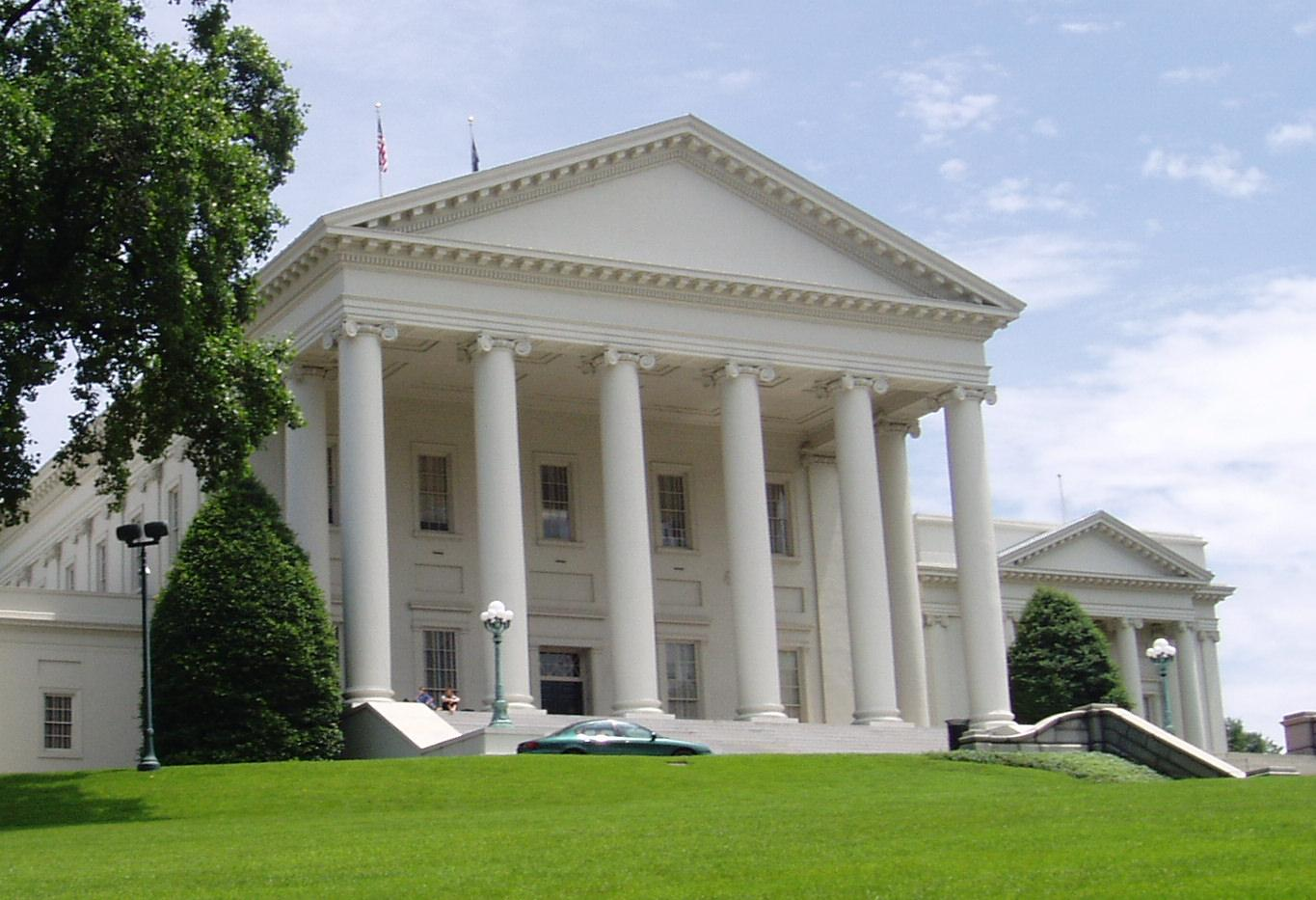
Capitolio de Virginia en Richmond, cuya construcción diseñó Jefferson.

Jefferson fue gobernador del nuevo Estado de Virginia desde 1779 hasta 1781. Como gobernador, supervisó el traslado de la capital del Estado de Williamsburg a Richmond en 1780, durante la Guerra de Independencia.
Durante su mandato, las tropas británicas invadieron Virginia en dos ocasiones distintas. En diciembre de 1780, el general Benedict Arnold, bajo las órdenes de Henry Clinton, dirigió una fuerza de 1600 soldados hacia Virginia y se apoderó de la capital del Estado, Richmond, por sorpresa. A continuación lanzó una campaña relámpago a lo largo de todo el Estado, destruyendo todas las casas de suministro, fundiciones y fábricas. Por un lado, esta acción dejó fuera de servicio a la milicia de Virginia, pero al mismo tiempo Arnold se vio obligado a retirarse a la ciudad costera de Portsmouth para recibir refuerzos o bien ser evacuado.
Dichos refuerzos llegaron el 20 de mayo de 1781, cuando el general Cornwallis entró en Virginia atravesando la frontera desde el sur con un ejército de cuatro mil hombres. Su entrada en Virginia fue casi triunfal, primero unificó las fuerzas británicas, anteriormente bajo el mando de Phillips y Benedict Arnold, luego estableció su cuartel general y comenzó su plan de someter el Estado.
Mientras tanto, Thomas Jefferson, junto con otros dirigentes de Virginia, estuvieron cerca de ser capturados en junio de 1781 por el coronel Banastre Tarleton, que estaba al mando de la caballería del ejército británico. Tarleton llevó a cabo varias redadas en Virginia, como en Charlottesville, para intentar capturar a Thomas Jefferson y dañar todo lo posible la asamblea de Virginia. El ataque fue parcialmente frustrado, ya que un jinete llamado Jack Jouett recorrió 40 millas a caballo por la noche para advertir a Jefferson y a los legisladores del ataque que pretendía llevar a cabo Tarleton. Todos los legisladores, menos siete, escaparon, pero Tarleton destruyó armas y municiones y logró su objetivo de dispersar a la Asamblea constituida de Virginia.
Esta actuación supuso la desaprobación pública de Thomas Jefferson y retrasó sus perspectivas de futuro político. Poco tiempo después fue acusado de no haber hecho lo suficiente para garantizar la seguridad de la ciudad de Richmond, aunque una comisión de investigación designada para resolver la controversia le exoneró de todos los cargos. Aun así, no volvió a ser elegido para ningún puesto de la Asamblea de Virginia. Sin embargo, sí fue nombrado por la legislatura del Estado como congresista en 1783.

### Miembro del Congreso
La Asamblea de Virginia le designó para el Congreso de la Confederación en representación del Estado el 6 de junio de 1783, para el período que comenzaría el 1 de noviembre. En el Congreso, fue miembro del comité encargado de fijar las tasas de cambio de divisas, y por ello, recomendó que la moneda estadounidense debería estar basada en el sistema decimal.

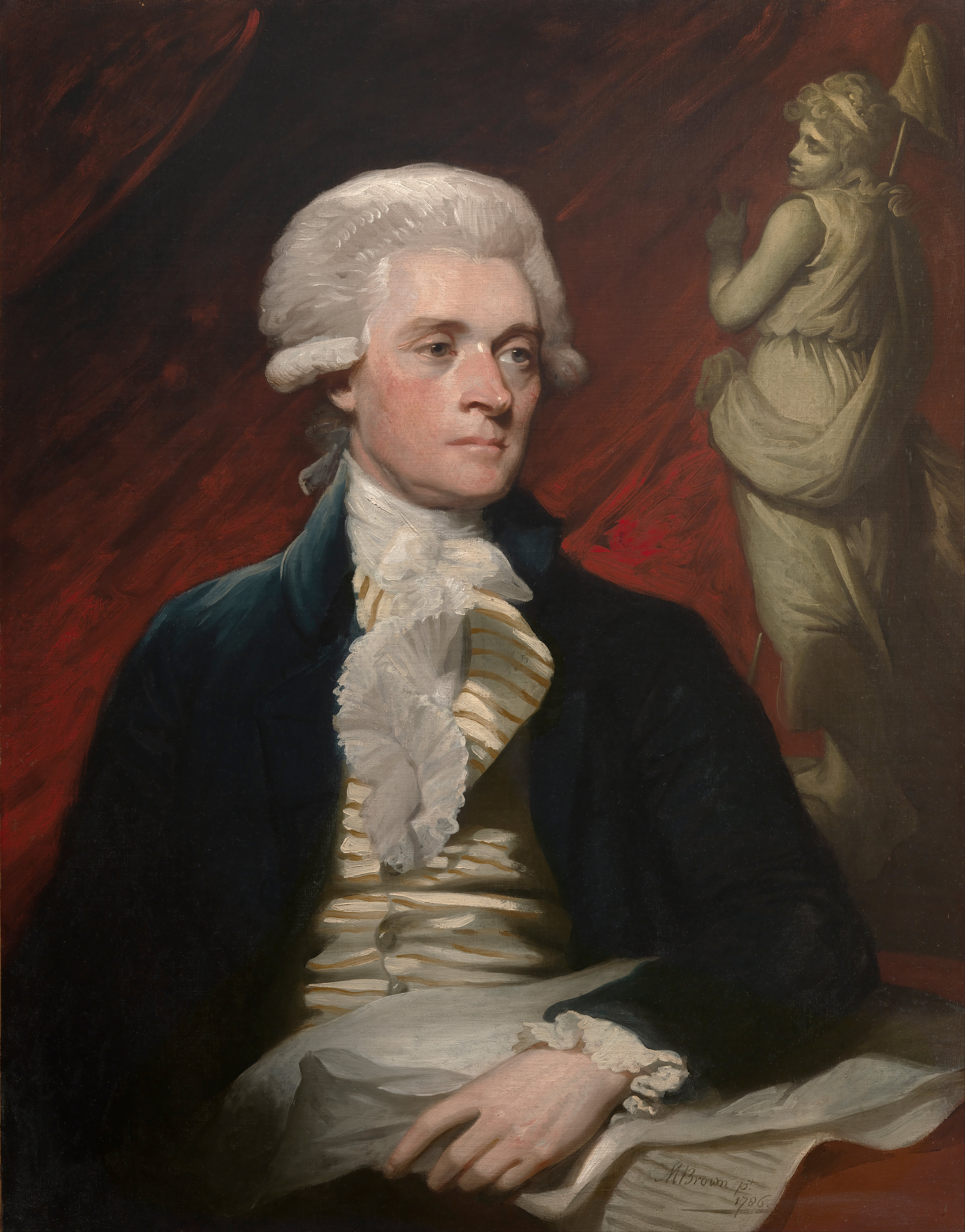
Thomas Jefferson, por Mather Brown en 1786.

Jefferson también recomendó la creación de la Comisión de los Estados, que pretendía funcionar como el brazo ejecutivo del Congreso, cuando el Congreso no estaba en sesión.
Dejó el Congreso cuando fue elegido ministro plenipotenciario el 7 de mayo de 1784, convirtiéndose en embajador en Francia en 1785.

### Ministro en Francia
Debido a que Jefferson estuvo sirviendo como embajador en Francia desde 1785 hasta 1789, no pudo asistir a la Convención constitucional de Filadelfia. En general apoyó la nueva Constitución a pesar de la falta de una carta de derechos, manteniéndose informado de los debates por su correspondencia con James Madison.
Durante su estancia en París, vivió en una casa de los Campos Elíseos. Pasó gran parte de su tiempo explorando los sitios de interés arquitectónico de la ciudad, así como disfrutando de las bellas artes que París ofrecía. Se convirtió en un favorito en la cultura de los salones y era un invitado frecuente de muchos de los personajes más prominentes de la ciudad. Él y sus hijas estuvieron acompañados por dos esclavos de la familia Hemings de Monticello. Jefferson pagó para que James Hemings fuera entrenado como un chef francés (más tarde Hemings acompañó a Jefferson como jefe de cocina cuando estaba en Filadelfia). Sally Hemings, hermana de James, había acompañado a la hija menor de Jefferson en el exterior. Algunos especulan con que Jefferson hubiera podido comenzar una relación a largo plazo con Sally Hemings en París Los Hemings aprendieron francés durante su estancia en la ciudad.
De 1784 a 1785, Jefferson fue uno de los arquitectos de las relaciones comerciales entre los Estados Unidos y el Reino de Prusia. El embajador de Prusia Friedrich Wilhelm von Thulemeyer y John Adams, ambos residentes en La Haya, y Benjamín Franklin desde París, también estuvieron implicados en el establecimiento de las relaciones.
A pesar de sus numerosas amistades con la élite social y la nobleza, cuando la Revolución Francesa comenzó en 1789, Jefferson se puso del lado de los revolucionarios.

### Secretario de Estado
Después de volver de Francia, Jefferson fue el primer secretario de Estado de George Washington (1790–1793). Jefferson y Alexander Hamilton comenzaron a discutir sobre la política fiscal nacional, especialmente la financiación de las deudas de la guerra. Hamilton creía que las deudas debían ser igualmente compartidas por todos y Jefferson que cada Estado debía ser responsable de su propia deuda (Virginia no había acumulado mucha deuda durante la Revolución). En el combate a los federalistas, Jefferson llegó a equiparar a Hamilton y el resto de sus seguidores y conservadores con los monárquicos, que amenazaban con socavar el republicanismo.
Jefferson y James Madison fundaron y dirigieron el Partido Demócrata-Republicano. Trabajó con Madison y su director de campaña de John J. Beckley para construir una red nacional de aliados republicanos que les permitiera combatir a los federalistas en todo el país.

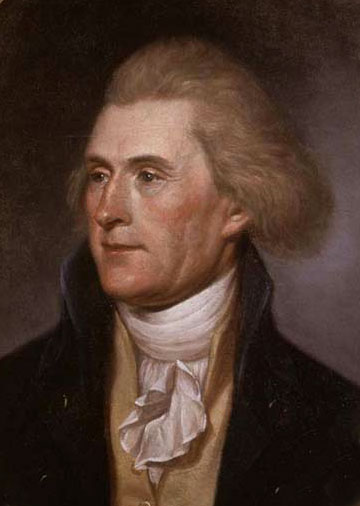
Thomas Jefferson, por Charles Willson Peale en 1791.

Jefferson apoyó firmemente a Francia contra Gran Bretaña cuando estalló la guerra entre las dos naciones en 1793. La llegada en 1793 de un nuevo y agresivo embajador francés, Edmond-Charles Genet, causó una crisis con el secretario de Estado. Jefferson observaba a Genêt intentar violar la neutralidad estadounidense, manipular a la opinión pública, incluso atraer a la gente en contra de Washington, proyectos que ayudó a frustrar. Según Schachner, Jefferson creía que el éxito político del país dependía del éxito del ejército francés en Europa:
Jefferson todavía se aferraba a sus simpatías con Francia y esperaba el éxito de sus armas en el extranjero y un pacto cordial con ellos en casa. Tenía miedo de que una derrota francesa en los campos de batalla europeos diera «una fuerza maravillosa a nuestros autócratas y sin duda afectaría el tono de la administración de nuestro gobierno. De hecho, me temo que si este verano fuera desastroso para los franceses, ello apagaría la energía del republicanismo en nuestro nuevo Congreso, del que yo había esperado tanto la reforma».

### Renuncia de su cargo
A finales de 1793 Jefferson se retiró a Monticello, donde continuó orquestando la oposición a Hamilton y Washington. Sin embargo, el Tratado Jay de 1794, auspiciado por Hamilton, trajo la paz y el comercio con Gran Bretaña, mientras que Madison, con un fuerte apoyo de Jefferson, quería, dice Miller, «estrangular a la antigua metrópoli» sin ir a la guerra. «Se convirtió en un artículo de fe entre los republicanos, que las armas comerciales serían suficientes para que Gran Bretaña se aviniera a los términos que los Estados Unidos optaran por dictar».

### Vicepresidencia
El candidato presidencial demócrata-republicano Jefferson perdió las elecciones de 1796 ante su amigo y entonces vicepresidente John Adams, pero obtuvo suficientes votos electorales para convertirse en vicepresidente (1797–1801). En el ejercicio de este cargo, escribió un manual de procedimiento parlamentario, pero por lo demás evitó ir al Senado.
Con la Cuasi-Guerra en marcha, una guerra naval no declarada con Francia, los federalistas al mando de John Adams comenzaron a construir la Marina y a reclutar el ejército, lo que les obligó a implantar nuevos impuestos preparándose para la guerra y, al fin, promulgar las Actas de Sedición y Extranjeros de 1798. Jefferson interpretó la nueva legislación de Sedición y Extranjeros como un esfuerzo por suprimir a los demócratas republicanos en lugar de los extranjeros peligrosos y, de hecho, fueron utilizados para atacar a su partido, con los ataques más notables procedentes de Matthew Lyon, un representante de Vermont. Jefferson y Madison reunieron el apoyo por escrito de forma anónima en las Resoluciones de Kentucky y Virginia, donde declararon que el Gobierno federal no tenía derecho a ejercer competencias que no hubiesen sido expresamente delegadas por los Estados. En las resoluciones se entiende que, si el Gobierno federal asumiera esas facultades, sus actos podrían ser anulados por un Estado. Las resoluciones que se presentaron fueron las primeras declaraciones de la teoría de los derechos de los Estados, que más tarde condujo a los conceptos de nulidad e interposición.

### Elección de 1800
Trabajando en estrecha colaboración con Aaron Burr de Nueva York, Jefferson atacó sobre todo los nuevos impuestos y se postuló para la Presidencia en 1800. De acuerdo con las tradiciones de la época, no hizo formalmente campaña para el puesto. Empató con Burr por el primer lugar en el colegio electoral, dejando a la Cámara de Representantes (donde los federalistas aún tenían algún poder) la decisión sobre la elección.
Tras un largo debate en la Cámara de Representantes controlada por el Partido Federalista, Hamilton convenció a su partido de que Jefferson sería un mal menor frente a Burr, basando su argumento en que continuar con ese escándalo en el proceso electoral podía socavar un régimen todavía joven. El tema fue resuelto por la Cámara el 17 de febrero de 1801, después de treinta y seis rondas de votaciones, cuando Jefferson fue elegido presidente y Burr vicepresidente. La negativa de Burr a retirarse creó mala relación con Jefferson, que le abandonó en la candidatura de 1804, después de que el primero matara a Hamilton en un duelo.
Sin embargo, la victoria de Jefferson sobre el federalista John Adams en la elección general fue ridiculizada en su momento, porque el Colegio Electoral fue creado en virtud a un compromiso de tres quintas partes de la Convención de Filadelfia, que hizo que el número de electores de los Estados del sur estuviera inflado debido a la esclavitud, lo que significa que doce de los votos electorales de Jefferson —su margen de victoria— se derivaron de la ciudadanía a la que se le negó el derecho al voto. Después de su elección en 1800, Jefferson fue ridiculizado como «Presidente negro», por críticos como el Mercury and New-England Palladium of Boston por escrito el 20 de enero de 1801, donde dicen que Jefferson tuvo el descaro de celebrar su elección como una victoria para la democracia, cuando ganó «el templo de la libertad sobre los hombros de los esclavos».

## Presidencia (1801-1809)

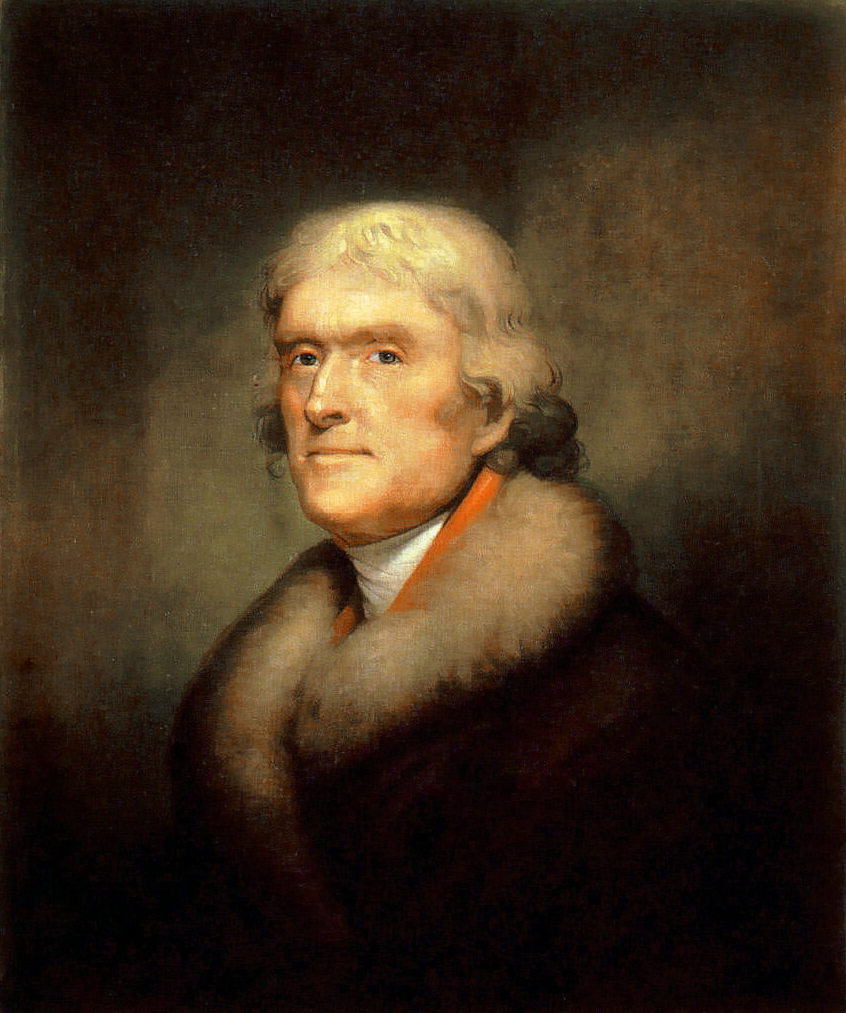
Retrato de Rembrandt-Peale en 1805

Durante la presidencia de Jefferson, muchos impuestos federales fueron derogados, y él intentó basar su política económica principalmente en los ingresos aduaneros. Indultó a personas que habían sido encarceladas bajo las Actas de Sedición y Extranjeros de 1798, aprobadas en el mandato de John Adams, bajo el argumento de que eran inconstitucionales. Se derogó la Ley Judicial de 1801 y expulsó a muchos de los «jueces de medianoche» de Adams. Comenzó y ganó la guerra de Trípoli (1801–1805), primera guerra significativa en el exterior de los Estados Unidos, y estableció la Academia Militar de los Estados Unidos en West Point en 1802.

### Compra de Luisiana
En 1803, a pesar de sus dudas sobre la constitucionalidad de la facultad del Congreso para comprar tierras, Jefferson efectuó la compra de Luisiana a Francia, duplicando el tamaño de los Estados Unidos. El terreno adquirido de esta forma ascendió al 23% de los Estados Unidos hoy. De unos 2.100.000 km², comprendía los actuales estados de Arkansas, Misuri, Iowa, la zona de Minesota al este del río Misisipi, Dakota del Norte, Dakota del Sur, Nebraska, Oklahoma, la mayor parte de Kansas, zonas de Montana, Wyoming, el territorio de Colorado al este de las Montañas Rocosas y el de Luisiana al este del río Misisipi, con la ciudad de Nueva Orleans incluida.
La región de Luisiana fue ocupada por Francia a comienzos del siglo XVIII. En 1763, el Tratado de París, que puso fin a la guerra de los Siete Años, estableció que la zona oriental del Misisipi fuera cedida a Gran Bretaña, al tiempo que ratificaba el Tratado de Fontainebleau por el que Francia cedió el resto de Luisiana a España en compensación por la pérdida de Florida. En 1800 este territorio volvió a la soberanía francesa por el tercer tratado de San Ildefonso. En 1802, no obstante, se produjeron dos hechos que el presidente Thomas Jefferson consideró hostiles para los intereses de Estados Unidos: el envío de tropas francesas a Nueva Orleans y a la isla de Santo Domingo para reprimir sublevaciones que habían estallado en esos territorios, y la supresión del derecho de depósito, privilegio acordado tiempo atrás con los comerciantes estadounidenses para guardar mercancías en Nueva Orleans hasta su trasbordo. Jefferson envió a James Monroe a París para colaborar con el ministro plenipotenciario en Francia, Robert R. Livingston, en el intento de realizar una de las cuatro posibilidades siguientes: la compra de la Florida oriental y occidental y de Nueva Orleans; la adquisición solo de Nueva Orleans; la compra del territorio a orillas del río Misisipi para construir un puerto estadounidense o bien la adquisición a perpetuidad de los derechos de navegación y almacenamiento.

Territorio (espacio marrón de la izquierda) adquirido por Estados Unidos mediante la compra de Luisiana.

Las negociaciones previas entre Livingston y el ministro francés de Asuntos Exteriores, Charles Maurice de Talleyrand-Périgord, fracasaron. Más tarde la situación internacional empeoró para Francia. El ejército francés de Santo Domingo quedó diezmado por una epidemia de fiebre amarilla y la sublevación estalló en la isla. Napoleón, decidido a sacar el mejor provecho de tan complicada situación, dio nuevas instrucciones a Talleyrand, y el 11 de abril de 1803, este sorprendió a Monroe y Livingston con un único e innegociable ofrecimiento: la compra de la totalidad de Luisiana. Aunque esta operación rebasaba sus competencias, los embajadores estadounidenses aceptaron. A comienzos de mayo, se firmaron tres documentos por los que Francia cedía Luisiana a Estados Unidos. El precio acordado fue de 15 millones de dólares, de los cuales 11.25 millones suponían el pago a Francia de los derechos de cesión de los territorios. Los restantes 3.75 millones de dólares fueron utilizados por el gobierno de Estados Unidos para satisfacer las reclamaciones de sus ciudadanos contra Francia.
En el momento de la compra, Jefferson fue interpelado sobre la constitucionalidad de la adquisición de territorios por no añadir una nueva enmienda a la Constitución estadounidense que le diera cobertura legal. No obstante, la adquisición de Luisiana fue ratificada por el Senado de Estados Unidos bajo la forma de tratado.

### Expedición de Lewis y Clark

Ruta (en rojo) seguida por la expedición.

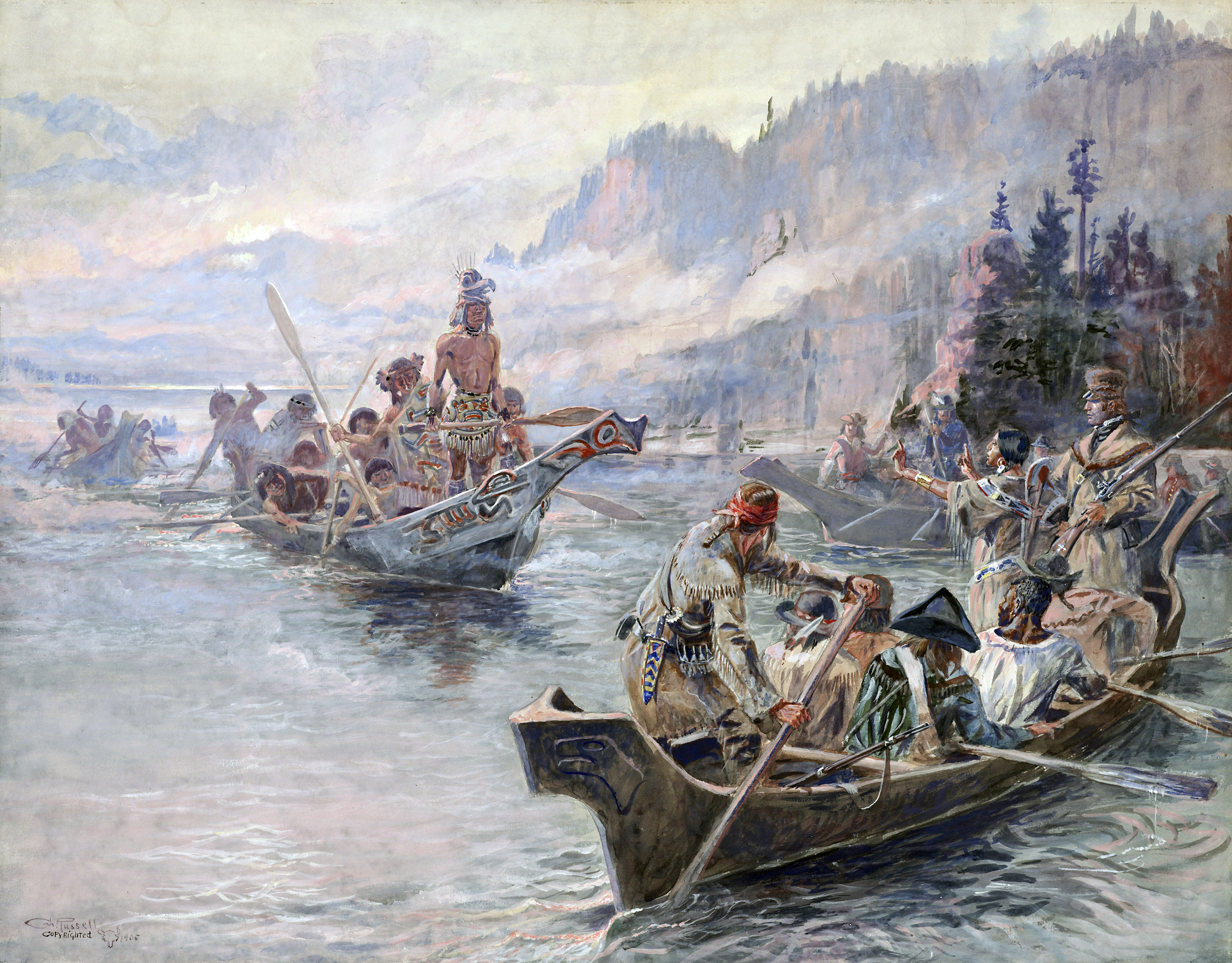
Corps of Discovery
October, 1805

En 1804, la compra de Luisiana despertó un gran interés de la población en asentarse en esos nuevos territorios hacia la costa oeste. Anticipándose a esos desplazamientos, unas pocas semanas después de la compra, Jefferson, convencido de la necesidad de esa expansión, dispuso las medidas para la exploración y cartografía del territorio desconocido. Se trataba de establecer la reclamación de los Estados Unidos por delante de los europeos y encontrar el rumoreado Paso del Noroeste. Influido por las narraciones de exploración de Le Page du Pratz en Luisiana (1763) y del capitán James Cook en el Pacífico (1784), Jefferson y otros persuadieron al Congreso en 1804 para que asignara 2500 dólares (USD) a una expedición hasta el océano Pacífico.
Desde hacía ya tiempo Jefferson pensaba en una expedición de ese tipo, aunque estaba preocupado por los riesgos y peligros que pudiera sufrir. Durante su estancia en Francia como ministro plenipotenciario, entre 1785 y 1789, había escuchado varios planes para explorar la zona noroeste del Pacífico. En 1785, supo que el rey Luis XVI de Francia tenía planeado enviar una misión a la zona, con la finalidad declarada de ser solo una expedición científica.
Jefferson designó al capitán Meriwether Lewis y a William Clark como líderes del Cuerpo de Descubrimiento (Corps of Discovery) (1803-1806). En los meses previos a la expedición, Jefferson tutorizó a Lewis en las ciencias de la cartografía, botánica, historia natural, mineralogía y la astronomía/navegación, dándole acceso ilimitado a su biblioteca en Monticello, que incluía la mayor colección de libros en el mundo sobre geografía e historia natural de América del Norte, junto con una impresionante colección de mapas. Clark se ocuparía de la confección de mapas, la gestión de la logística y los suministros, así como de la identificación y clasificación de plantas y de animales autóctonos.
La expedición, que duró tres años —comenzó en Pittsburgh, Pensilvania, en agosto de 1803 y finalizando en San Luis, Misuri, en septiembre de 1806; véase Cronología de la expedición de Lewis y Clark—, obtuvo una gran cantidad de conocimiento científico y geográfico, incluyendo el conocimiento de muchas tribus indias.

#### Otras expediciones
Además del Cuerpo del Descubrimiento, Jefferson organizó otras tres expediciones al oeste: la expedición de William Dunbar y George Hunter en el río Ouachita (1804-1805), la expedición de Thomas Freeman y Peter Custis (1806) en el río Rojo y la expedición de Zebulon Pike (1806-1807) en las montañas Rocosas y el suroeste. Las tres obtuvieron información valiosa acerca de la frontera estadounidense.

### Controversias
En 1807, el exvicepresidente, Aaron Burr, fue juzgado por traición por orden de Jefferson, pero fue absuelto. Durante el juicio el juez presidente John Marshall citó a Jefferson, quien invocó el privilegio ejecutivo y afirmó que como presidente no tenía que cumplir. Cuando Marshall sostuvo que la Constitución no prevé que el presidente sea ninguna excepción a la hora de obedecer una orden judicial, Jefferson se echó atrás.
La reputación de Jefferson fue dañada por el Acta de Embargo de 1807, que fue ineficaz y fue derogada al final de su segundo mandato.
En 1803, el presidente Jefferson convirtió en ley un proyecto para que los negros fueran excluidos de trabajar en el correo de los EE. UU. El historiador John Hope Franklin llamó a esa firma «una expresión de desconfianza gratuita hacia los negros libres que no habían hecho nada para merecerlo».
El 3 de marzo de 1807, Jefferson firmó un proyecto de ley contra la importación ilegal de esclavos en los Estados Unidos.
Antes se decía y se creía que Thomas Jefferson fue el inventor de la muy conocida bombilla de mercurio. Sin embargo, el verdadero inventor de la bombilla de mercurio fue un ingeniero eléctrico llamado Peter Cooper Hewitt, quien fue también el inventor de la lámpara de vapor de mercurio. Muchas personas aún siguen creyendo que Jefferson fue el inventor de la bombilla de mercurio, ya que Hewitt nunca se interesó en desmentir esa creencia.[cita requerida]

## Universidad de Virginia

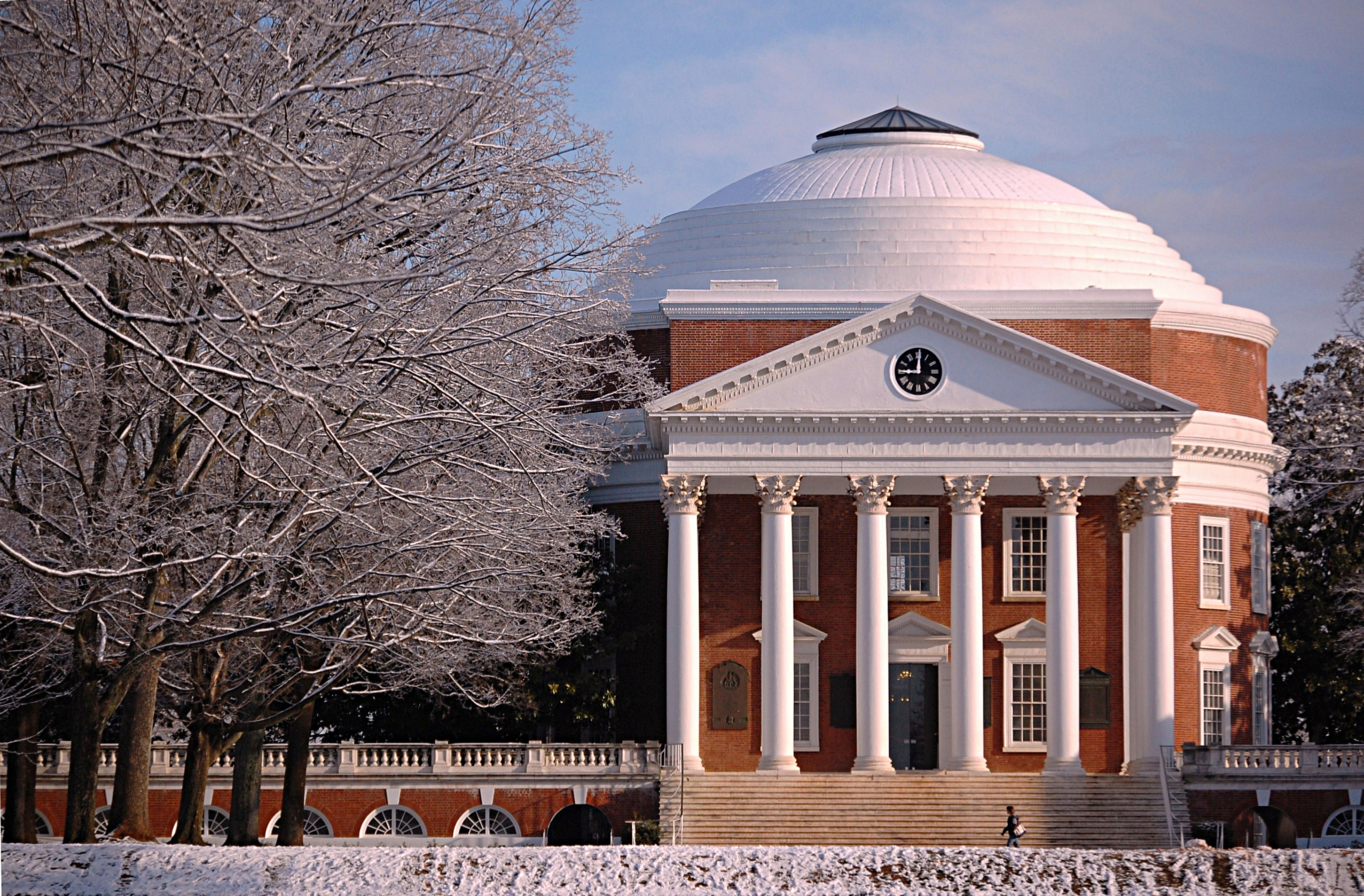
Universidad de Virginia, fundada por Jefferson.

Después de dejar la Presidencia, Jefferson continuó activo en los asuntos públicos. Se mostró cada vez más preocupado por fundar una nueva institución educativa superior, una libre de influencias eclesiásticas donde los estudiantes pudieran especializarse en muchas nuevas áreas que no se ofrecieran en otras universidades. Jefferson creía que la educación de la gente era una buena manera de establecer una sociedad organizada y creía que la escuela debía ser pagada en común, para que la gente menos rica pudiera obtener la condición de estudiante. En una carta dirigida a Joseph Priestley, en enero de 1800, indicó que había estado planeando crear una Universidad durante décadas antes de su fundación real.
Su sueño se hizo realidad en 1819 con la fundación de la Universidad de Virginia. Tras su inauguración en 1825, fue la primera universidad en ofrecer un programa completo de cursos electivos para sus estudiantes. Uno de los mayores proyectos de construcción de ese tiempo en la América del Norte, se destaca por tener su epicentro en una biblioteca en lugar de una iglesia. La capilla de la universidad no se incluyó en sus planes originales. Hasta su muerte, Jefferson invitaba a los estudiantes y profesores de la escuela a su casa.

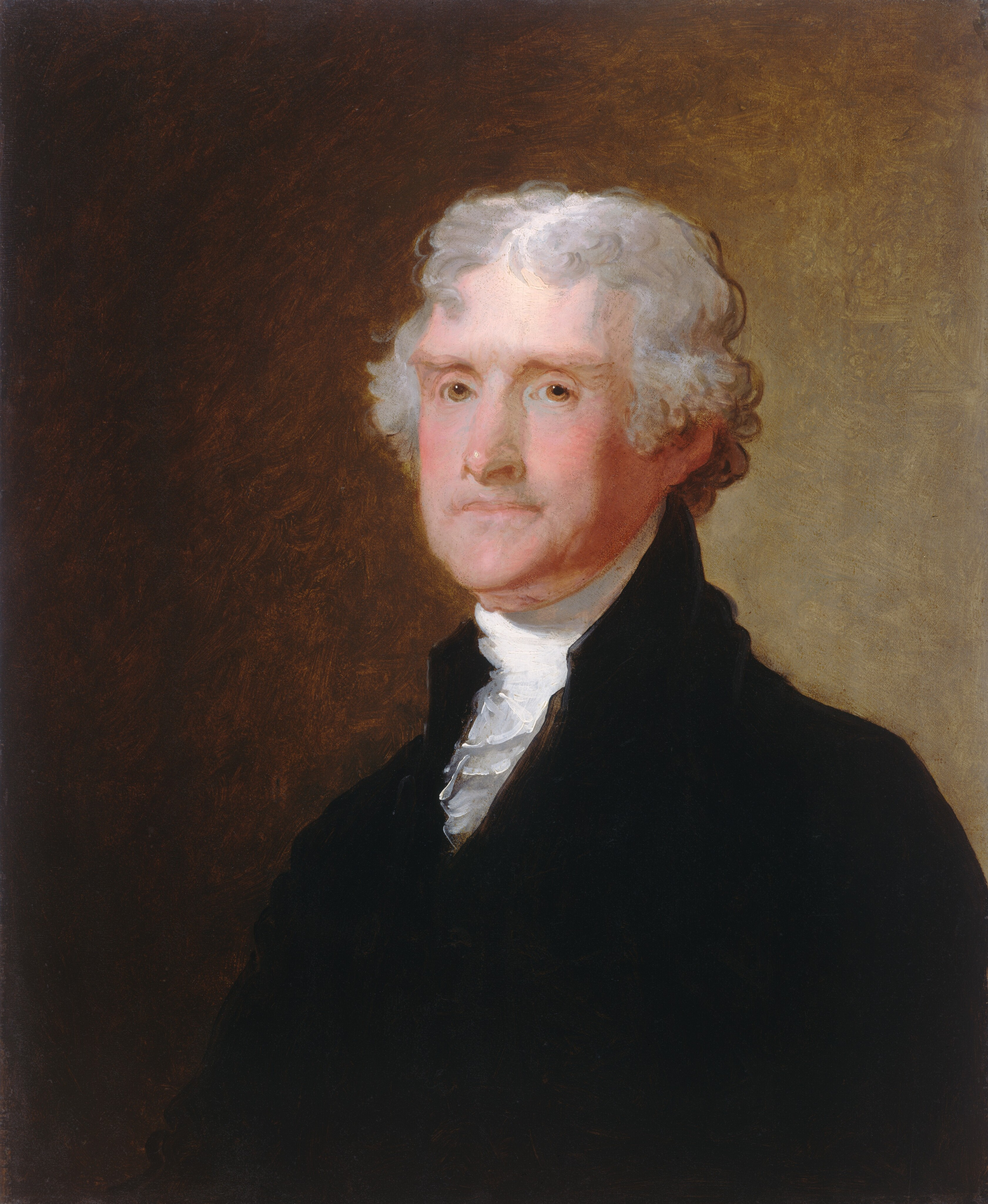
Jefferson por Gilbert Stuart en 1821.

Jefferson es ampliamente reconocido por su proyecto arquitectónico de la Universidad de Virginia, un diseño innovador que es una representación del patrocinio estatal sobre la educación y sobre la democracia agraria en la nueva República. Su idea educativa de la creación de unidades especializadas de aprendizaje se expresa físicamente en la configuración de su plan de campus, que él llamó el Academical Village («Villa académica»). Las unidades académicas individuales se expresan visualmente como estructuras distintas, representadas por pabellones, frente a un cuadrado de hierba, con cada pabellón de aulas, oficina de facultad y hogar de estudiantes. Aunque únicos, cada uno es visualmente igual en importancia a los demás y están vinculados con una serie de arcadas al aire libre que son las fachadas del alojamiento de los estudiantes. Jardines y huertas se colocan detrás y rodeados por paredes de serpentina, afirmando la importancia del estilo de vida agrario.
Su plan, muy ordenado, establece un conjunto de edificios que rodean un patio central rectangular, llamado The Lawn («El césped»), que está flanqueado a ambos lados con las unidades de enseñanza académica y sus arcadas de vinculación. El cuadrado de césped está cerrado en un extremo por la biblioteca, el depósito del conocimiento, a la cabeza del espacio. La parte restante frente a la biblioteca se mantuvo abierta para el crecimiento futuro. El césped se levanta poco a poco como una serie de terrazas escalonadas, cada uno de los pies un poco más alto que el anterior, elevando la biblioteca en la posición más prominente en la parte superior, a la vez que sugiere que la Villa Académica facilita el movimiento hacia el futuro.
Estilísticamente, Jefferson era un defensor de los estilos griego y romano, que él creía que eran más representativos de la democracia norteamericana por asociación histórica. Cada unidad académica está diseñada con un frontón de un templo de dos pisos mirando al patio, inspirándose la biblioteca en el Panteón de Roma. El conjunto de edificios que rodean el patio es una declaración inequívoca de arquitectura que inspira la importancia de la educación pública laica, mientras que la exclusión de las estructuras religiosas refuerza el principio de separación de iglesia y estado. La disposición de la Universidad y el tratamiento arquitectónico permanecen hoy como paradigma de la construcción de estructuras para expresar ideas y aspiraciones intelectuales. Una encuesta de los miembros del Instituto Estadounidense de Arquitectos identificó el campus de Jefferson como la obra más significativa de la arquitectura en los Estados Unidos.
La Universidad fue concebida como la piedra angular del sistema educativo de Virginia. En su visión, cualquier ciudadano del Estado podía asistir a la escuela con el único criterio de su capacidad.

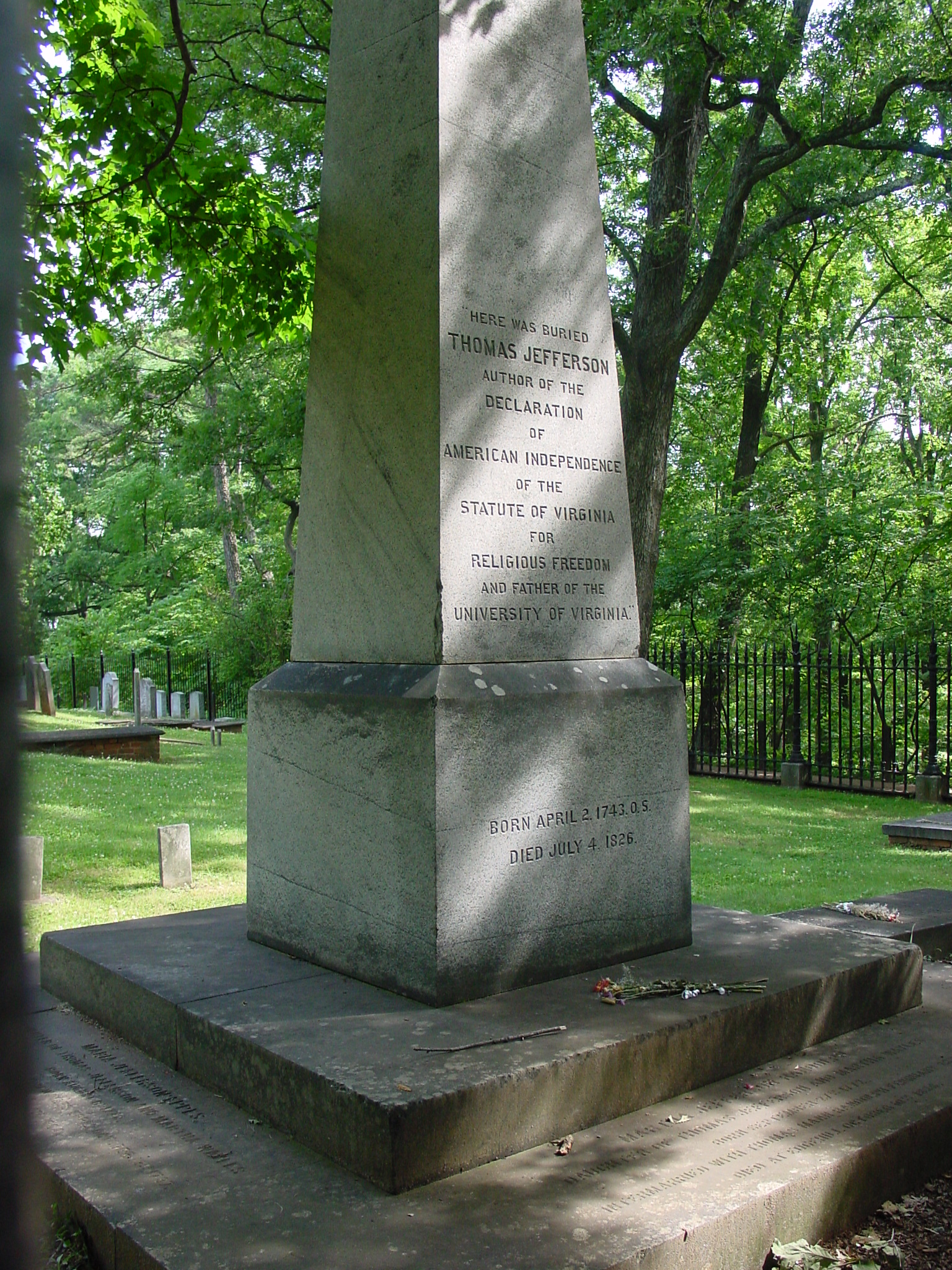
Tumba de Jefferson

## Muerte
Jefferson murió el 4 de julio de 1826, el quincuagésimo aniversario de la aprobación de la Declaración de la Independencia. Murió unas horas antes que John Adams, su compañero en la búsqueda de la independencia, a continuación, gran rival político y más tarde amigo y corresponsal. Se rumorea que Adams hizo referencia a Jefferson en sus últimas palabras, sin darse cuenta de su fallecimiento. Se considera generalmente que Jefferson murió a causa de una serie de condiciones propias de su vejez: las toxinas en su sangre, la uremia con nefropatía, diarrea severa y neumonía. Problemas para orinar por una infección del tracto urinario y un síntoma de la enfermedad renal, han hecho que algunos consideren que Jefferson murió de un cáncer de próstata sin diagnosticar.
Aunque nació en una de las familias más ricas de América del Norte, Thomas Jefferson estaba profundamente endeudado cuando murió. Los problemas de Jefferson comenzaron cuando su suegro falleció y él y sus cuñados rápidamente dividieron la finca antes de que se resolviera la deuda. Se hizo cada uno de ellos responsable de la cantidad total debida, que resultó ser más de lo que esperaban.
Jefferson vendió tierras antes de la Revolución americana para pagar sus deudas, pero para el momento en que recibió el pago, el papel moneda no tenía valor en medio de la subida de la inflación de los años de guerra. El general Cornwallis había devastado las plantaciones de Jefferson durante la guerra y los acreedores británicos reanudaron sus esfuerzos de recaudación cuando terminó el conflicto. Jefferson sufrió otro revés financiero cuando avaló a un pariente que no cumplió con sus deudas en el pánico financiero de 1819. Solo la estatura pública de Jefferson impidió apoderarse a los acreedores de Monticello. Después de su muerte, sus bienes fueron vendidos en una subasta. En 1831, 552 acres (223 hectáreas) de Jefferson fueron vendidas a James T. Barclay por 7000 dólares, equivalente a 143 000 dólares en la actualidad.
Thomas Jefferson está enterrado en su finca de Monticello, en Charlottesville, Virginia. En su testamento, dejó Monticello a los Estados Unidos para ser utilizado como una escuela para huérfanos de los oficiales de la marina. Su epitafio fue escrito por él mismo, insistiendo en que se escribiera eso y «ni una palabra más», omitiendo su servicio como gobernador de Virginia, vicepresidente y presidente. Dice lo siguiente:

HERE WAS BURIED THOMAS JEFFERSON

AUTHOR OF THE DECLARATION OF AMERICAN INDEPENDENCE

OF THE STATUTE OF VIRGINIA FOR RELIGIOUS FREEDOM

AND FATHER OF THE UNIVERSITY OF VIRGINIA.

Cerca del epitafio, pero en otro panel pone:

BORN APRIL 2. 1743. O.S.

DIED JULY 4. 1826.
AQUÍ FUE ENTERRADO THOMAS JEFFERSON,

AUTOR DE LA DECLARACIÓN DE INDEPENDENCIA DE LOS ESTADOS UNIDOS,

DEL ESTATUTO DE LIBERTAD RELIGIOSA DE VIRGINIA

Y PADRE DE LA UNIVERSIDAD DE VIRGINIA.

NACIDO EL 2 DE ABRIL DE 1743 OLD STYLE.

MUERTO EL 4 DE JULIO DE 1826».

Las iniciales O.S. son una notación para Old Style y que es una referencia al cambio de las citas que se produjeron durante la vida de Jefferson a partir del calendario juliano al calendario gregoriano en el calendario británico (New Style) de 1750.

## Familia

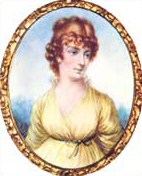
Martha Jefferson.

En 1772, a los 29 años, Jefferson se casó con la viuda de 23 años de edad, Martha Wayles Skelton. Tuvieron seis hijos: Martha Jefferson Randolph (1772–1836), Jane Randolph (1774–1775), un hijo nacido muerto y sin nombre (1777), Mary Jefferson Eppes (1778–1804), Lucy Elizabeth I (1780–1781) y Lucy Elizabeth II (1782–1784). Martha falleció el 6 de septiembre de 1782 después del nacimiento de su último hijo. Jefferson nunca volvió a casarse.
Jefferson es acusado de haber tenido a largo plazo una relación íntima con una de sus esclavas, Sally Hemings, que se cree que fue una media hermana de la difunta esposa de Jefferson. Ella tuvo seis hijos, cuatro de los cuales sobrevivieron hasta la edad adulta y fueron puestos en libertad o se les permitió escapar. Eran probablemente siete octavos blancos por ascendencia.
Durante la administración del presidente Jefferson las denuncias fueron iniciadas por su exempleado James T. Callender, después de habérsele negado que Jefferson fuera el padre de varios hijos con Hemings desde la muerte de su esposa. Las pruebas de ADN del siglo XX sobre descendientes de dos de los hijos de Sally Hemmings indicaron que un varón del mismo ADN de Jefferson fue el padre de al menos uno de ellos y probablemente del otro también. Otros candidatos deberían cumplir una condición que fue enunciada en las denuncias originales: Thomas Jefferson estaba presente en Monticello cada vez que Sally quedaba embarazada.
Las acusaciones originales de Callender fueron cuestionadas debido a su animosidad declarada hacia Jefferson. Algunos de los «hechos» que expuso resultaron falsos. Una carta escrita por el biógrafo del siglo XIX, Henry Randall, narra una supuesta conversación entre él y el nieto mayor de Jefferson, Thomas Jefferson Randolph. En esta conversación Randolph afirma que Sally Hemings era en realidad la amante del sobrino de Jefferson, Peter Carr, y que «su relación... era perfectamente conocida en Monticello».
Sin embargo el genoma de los descendientes de Carr, también incluido en las pruebas, no guarda relación con ninguna de las muestras.

## Apariencia y temperamento
Jefferson era un hombre delgado, muy alto, de aproximadamente 1.90 metros y complexión esbelta.
El «Sabio de Monticello» cultivó una imagen que le valió el apodo de «hombre del pueblo». Afectado por un aire popular, saludaba a los huéspedes de la Casa Blanca en traje de andar por casa, con bata y zapatillas. Dolley Madison, esposa de James Madison (secretario de Estado de Jefferson), y las hijas de Jefferson relajaban el protocolo de la Casa Blanca y transformaban las cenas formales de Estado en los eventos sociales más informales y divertidos. A pesar de ser un defensor importante de la libertad de prensa, Jefferson a veces discutió con periódicos partidistas.
Los escritos de Jefferson demuestran que tenía un gran intelecto y una gran afinidad con los idiomas. Aprendió gaélico escocés y tradujo Ossian, enviando a James Macpherson, su autor, uno de los originales.
Como presidente, suspendió la práctica de dar el discurso del Estado de la Unión en persona y enviaba el mensaje al Congreso por escrito (la práctica fue restablecida finalmente por Woodrow Wilson). Solo dio dos discursos públicos durante su Presidencia. Jefferson tenía un ceceo y prefería escribir a hablar en público, en parte debido a ello. Quemó todas las cartas entre él y su esposa antes de su muerte, creando el retrato de un hombre que a veces podía ser muy reservado. De hecho, prefería trabajar en la intimidad de su oficina y no a la vista de los demás.

## Intereses y actividades

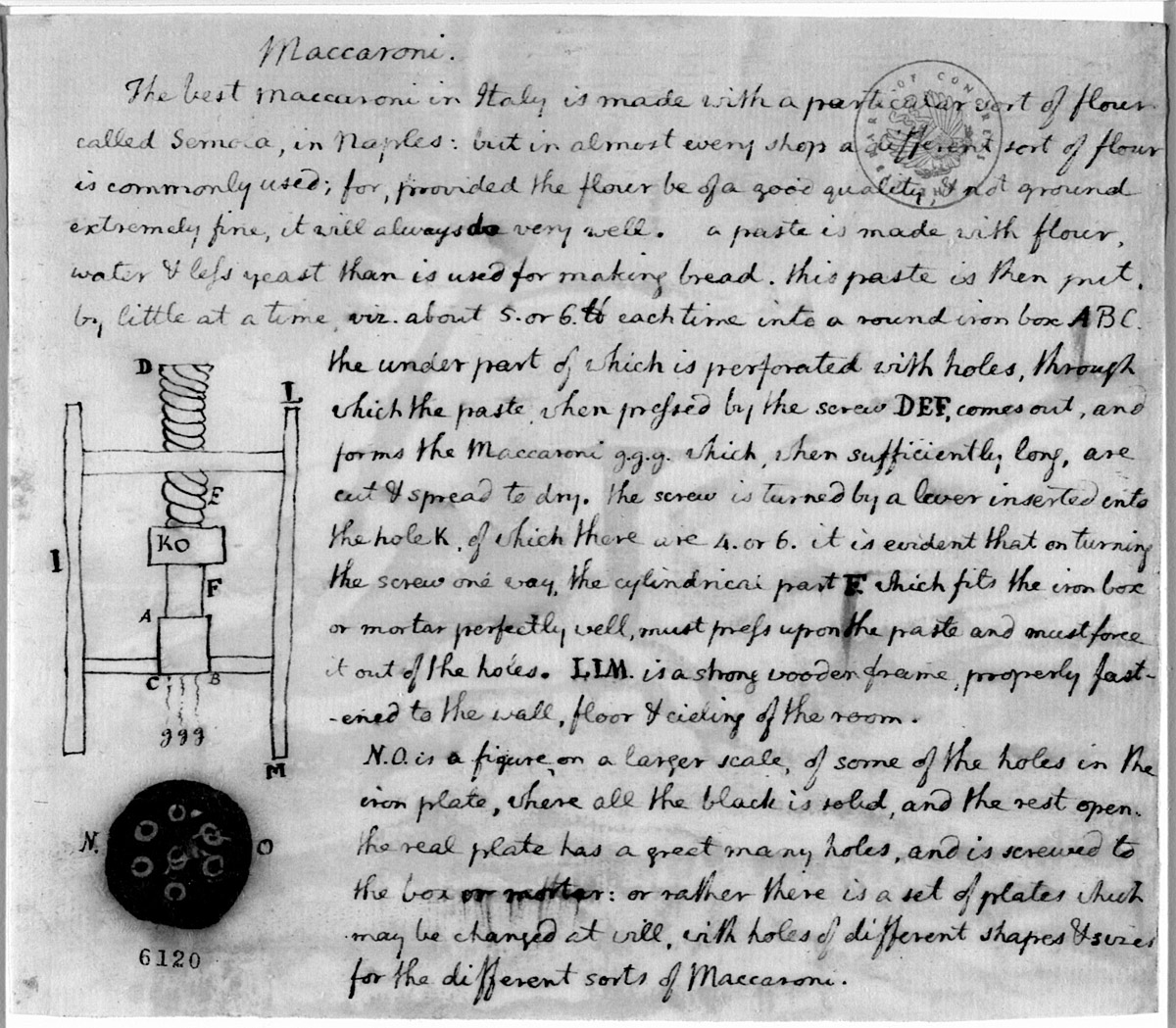
Dibujo de Jefferson de una máquina, ca. 1787

Jefferson fue un arquitecto consumado, muy influyente en traer el palladianismo, muy popular entre la aristocracia whig de Gran Bretaña, a los Estados Unidos. El estilo se asoció con ideas de la Ilustración, de la virtud cívica republicana y la libertad política. Jefferson diseñó su casa de Monticello cerca de Charlottesville, Virginia. Muy cerca se encuentra la Universidad de Virginia, la única universidad fundada por un presidente de los EE. UU. Jefferson diseñó la arquitectura de los primeros edificios, así como el plan de estudios original y su estilo residencial. Monticello y la Universidad de Virginia son uno de los cuatro Patrimonios de la Humanidad en los Estados Unidos de América.
Jefferson también diseñó Poplar Forest cerca de Lynchburg, en el Condado de Bedford, Virginia, como un refugio privado de su vida pública. Jefferson contribuyó al diseño del Capitolio del Estado de Virginia, que fue modelado después de la Maison Carrée, antiguo templo romano de Nîmes en el sur de Francia. Los edificios de Jefferson ayudaron a iniciar la moda en Estados Unidos de lo que se denominó la «arquitectura federal».
Jefferson inventó muchos pequeños dispositivos prácticos, tales como soportes para libros rotativos (en colaboración con Charles Willson Peale), una serie de mejoras en la prueba del polígrafo, un aparato que hizo una copia de una carta como la original. En Monticello incluyó puertas automáticas, la primera silla giratoria y otros dispositivos convenientes inventados por Jefferson. Su interés por los dispositivos de dibujo mecánico incluyó el uso del fisionotrazo. En 1802, Charles Willson Peale envió un boceto de este instrumento a Thomas Jefferson, junto con una explicación detallada. El dibujo ahora está con los documentos de Jefferson en la Biblioteca del Congreso. En 1804, Charles de Saint-Fevret Memín crea una imagen de Jefferson con silueta ovalada con el fisionotrazo, que se convirtió en uno de los retratos más conocidos de Jefferson en su época.
Los intereses de Jefferson incluyeron la arqueología, una disciplina entonces en su infancia. A él a veces se le ha llamado el «padre de la arqueología», en reconocimiento a su papel en el desarrollo de técnicas de excavación.
Thomas Jefferson disfrutó de un estanque de peces en Monticello. Tenía tres pies (1 m) de profundidad y morteros alineados. Utilizó el estanque para mantener el pescado que hubiera capturado recientemente, así como para mantener las anguilas frescas. Recientemente restaurado, el estanque puede ser visto desde el lado oeste de Monticello.
En 1780, se unió a Benjamin Franklin en la Sociedad Filosófica Americana. También ocupó el cargo de presidente de la sociedad desde 1797 hasta 1815.
Jefferson estaba interesado en las aves. Sus Notas sobre Virginia contiene una lista de las aves que se encuentran en su estado natal, aunque hay «muchas otras que aún no han sido descritas y clasificadas».
Jefferson fue un ávido amante y coleccionista de vinos y un gourmet señalado. Durante sus años en Francia (1784–1789), hizo viajes a través de extensas regiones vinícolas francesas y otros países europeos y compró vino para enviar de regreso a Estados Unidos. Es conocido también por el pronunciamiento: «Podemos en los Estados Unidos hacer tan gran variedad de vinos como se hacen en Europa, no exactamente de la misma clase, pero sin duda tan buenos como aquellos». Aunque hubo extensos viñedos plantados en Monticello, una parte importante eran de la uva europea Vitis vinifera y no sobrevivió a las enfermedades de la vid propias de las Américas.
En 1801, publicó un Manual de Práctica Parlamentaria que todavía está en uso. En 1812, Jefferson publicó una segunda edición.
Después de que los británicos quemaran Washington D. C. y la Biblioteca del Congreso en agosto de 1814, Jefferson ofreció su propia colección de libros a la nación. En enero de 1815, el Congreso aceptó su oferta, obteniendo $23.950 por sus 6.487 libros. La fundación fue establecida por una gran biblioteca nacional. En 2007, dos volúmenes de Jefferson de una edición de 1764 del Corán fueron utilizados por el representante de Minesota Keith Ellison para su toma de posesión en la Cámara de Representantes.

## Filosofía y pensamiento
Jefferson fue líder en el desarrollo del republicanismo en los Estados Unidos. Insistió en que el sistema aristocrático británico era inherentemente corrupto y que la devoción de los estadounidenses a la virtud cívica necesitaba de la independencia. En la década de 1790 en repetidas ocasiones advirtió que Hamilton y Adams trataban de imponer un sistema monárquico como el británico, amenazando el republicanismo. Apoyó la guerra de 1812, con la esperanza de que ahuyentaría la amenaza británica militar e ideológica de Canadá.
La visión de Jefferson sobre la virtud de Estados Unidos se basaba en que esta era una nación agrícola de pequeños agricultores ocupándose de sus propios asuntos. Su agrarismo estaba en contraste con la visión de Alexander Hamilton, de una nación de comercio y manufactura, que Jefferson criticaba porque ofrecía demasiadas tentaciones a la corrupción. Su profunda convicción en la originalidad y el potencial de Estados Unidos lo convirtió en el padre del excepcionalismo estadounidense. En particular, se mostró confiado en que una escasa población podría evitar lo que él consideraba los horrores de la división de clases, la Europa industrializada.
Los principios políticos republicanos de Jefferson fueron fuertemente influenciados por el Country Party, un partido de la oposición británica del siglo XVIII. Pero quien puede considerarse su influencia natural es John Locke (especialmente en relación con el principio de los derechos inalienables). Los historiadores encuentran pocos rastros de cualquier influencia de su contemporáneo francés, Jean-Jacques Rousseau.
Thomas Jefferson consideraba que todos los hombres eran igualmente libres e independientes y tenían derecho a la vida, la libertad, a adquirir propiedades y a la búsqueda de la felicidad y la seguridad. Esto se desprende del primer artículo de la Declaración de Derechos de Virginia redactada por George Mason en 1776.
La base de la democracia jeffersoniana consiste en:
- Democracia participativa.
- Separación de poderes.
- Separación de la Iglesia y el Estado.
- Libertad de conciencia.
- El gobierno debe proteger la libertad de los individuos.
- Libertad de expresión y de prensa.

A Thomas Jefferson algunas veces también se lo identifica como un anarquista filosófico. Hay pensadores anarquistas quienes lo han considerado una persona próxima a esta idea política, como Benjamin Tucker, Enrique Flores Magón, Murray Rothbard. Otros, en cambio, prefieren valorar su contribución fundamental en la creación y consolidación del que hoy es el Estado más poderoso del planeta.

### Economía y finanzas

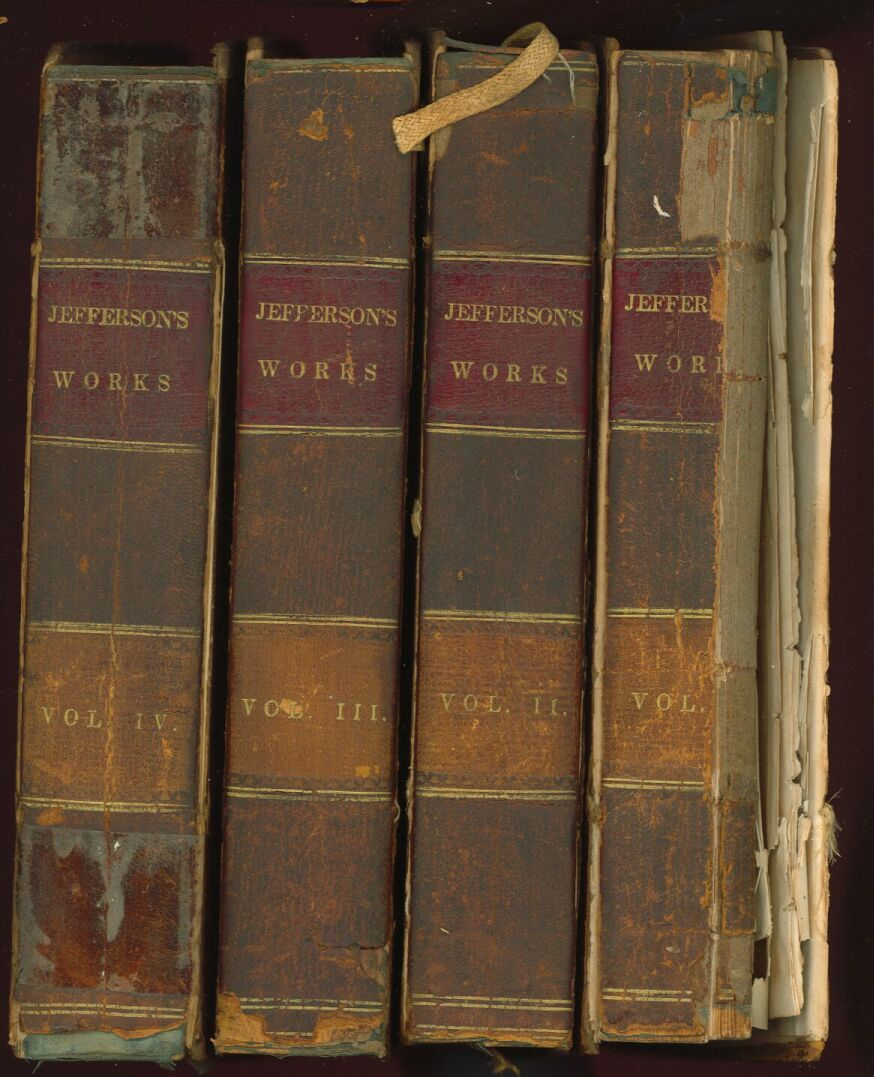
Obras de Thomas Jefferson.

Su oposición al Banco Central de los Estados Unidos fue feroz, era un crítico de la emisión de moneda sin respaldo: «Creo, sinceramente, con ustedes, que los establecimientos bancarios son más peligrosos que los ejércitos permanentes y que el principio de gastar dinero para ser pagado por la posteridad, bajo el nombre de la financiación, es sin embargo una estafa futura a gran escala». Sin embargo, Madison y el Congreso, al ver el caos financiero causado por la guerra de 1812, hicieron caso omiso de sus consejos y crearon el segundo Banco Central de los Estados Unidos en 1816.
Jefferson escribió muchas cartas a sus colegas en las que define a menudo sus puntos de vista sobre el cartel bancario del momento. Entre la más definitiva es su carta a John Taylor, de 28 de mayo de 1816:

El sistema de la banca nosotros lo hemos reprobado por igual. Yo lo contemplo como un borrón en todas nuestras constituciones, que, si no se protegen, terminará en su destrucción, ya que ya están siendo golpeadas por los jugadores corruptos, y está arrasando en su progreso, la fortuna y la moral de nuestros ciudadanos.
Thomas Jefferson, 1816

Thomas Jefferson formaba parte de una corriente del liberalismo basada en el iusnaturalismo de John Locke. También ha sido estudiada su relación con la Escuela de Salamanca, especialmente con el padre Juan de Mariana, del que al parecer inspiró su ideología económica.Para definir el concepto de propiedad sobre la tierra, redefinió algunos argumentos para enfocar su visión sobre la propiedad de la tierra hacia un modelo basado en la ocupación personal o familiar, haciendo una crítica a los sistemas agrarios basados en haciendas y latifundios pertenecientes a grandes terratenientes, apostando por el minifundismo. A veces los especialistas han definido a su modelo económico como liberalismo agrario en la tradición del laissez faire.

### Los derechos individuales
Jefferson creía que cada individuo tiene «ciertos derechos inalienables». Es decir, estos derechos existen, con o sin gobierno, el hombre no los puede crear, tomar, o tirar a la basura. Es el derecho de «libertad» en el que Jefferson es más notable en su exposición.
Él lo define diciendo:

La justa libertad, significa no tener obstáculos en la acción de acuerdo con nuestra voluntad, dentro de los límites dibujados alrededor de nosotros por la igualdad de derechos de los demás. No agregó «dentro de los límites de la ley», porque la ley es a menudo hecha a voluntad de los tiranos y siempre de modo que se violan los derechos del individuo.

Por lo tanto, para Jefferson, aunque el gobierno no puede crear un derecho a la libertad, de hecho sí que puede violarla. El límite de la libertad que le corresponde a un individuo no es lo que la ley dice que es, es cuestión de no llegar a prohibir a otros individuos el tener la misma libertad que tú. Un gobierno adecuado, para Jefferson, es uno que no solo prohíbe a los individuos en la sociedad violar la libertad de otros individuos, sino también uno que se frena a la hora de disminuir la libertad individual.
El compromiso con la igualdad de Jefferson se expresó en sus exitosos esfuerzos por abolir la primogenitura en Virginia, la regla según la cual el hijo primogénito heredaba toda la tierra.
Jefferson creía que los individuos tienen un sentido innato de la moral, que les prescribe el sentido del bien del mal al tratar con otras personas. Tienen un sentido innato de los derechos naturales de los demás. Él incluso creía que el sentido moral de ser lo suficientemente confiable hace que una sociedad anarquista podría funcionar bien, siempre y cuando fuera razonablemente pequeña. En varias ocasiones, expresó su admiración por la manera tribal, comunal, de la vida de los nativos americanos: Por ello es a veces visto como un filósofo anarquista.
Él dijo en una carta al coronel Carrington: «Estoy convencido de que esas sociedades (las indias) que viven sin gobierno, gozan en su masa general de un grado infinitamente mayor de felicidad que los que viven bajo los gobiernos europeos». Sin embargo, Jefferson creía que el anarquismo es «incompatible con cualquier grado de población».
La dedicación de Jefferson al «consentimiento de los gobernados» (plasmada en su borrador original de la Declaración de Independencia) fue tan completa que creía que los individuos no puede ser moralmente obligados por las acciones de las generaciones anteriores. Esto incluye las deudas, así como la ley. Dijo que «ninguna sociedad puede hacer una constitución perpetua o incluso una ley perpetua. La tierra pertenece siempre a la generación en vida». Incluso calculó lo que él cree que es el ciclo adecuado de la revolución legal: «Toda Constitución y todas las leyes, como es natural, expiran a finales de diecinueve años. Si se ha de aplicar más tiempo, es un acto de fuerza y no de pleno derecho». Llegó a los 19 años a través de cálculos con tablas de la esperanza de vida, teniendo en cuenta lo que él cree que es la edad de «madurez», cuando un individuo es capaz de razonar por sí mismo. También abogó porque la deuda nacional fuera eliminada. No creía que las personas en vida tengan la obligación moral de pagar las deudas de las generaciones anteriores. Dijo que pagar esas deudas era «una cuestión de generosidad y no de derecho».

### Armas
Jefferson copió muchos extractos de los diversos libros que leyó en su Libro común de leyes Uno de los pasajes que copió incide en el control de armas y era del libro de Cesare Beccaria, Ensayo sobre los delitos y las penas. El pasaje, que está escrito en italiano, diserta sobre la «falsa idea de utilidad» (false idee di utilità), que Beccaria ve como subyacente en algunas leyes. Se puede traducir, en parte, como:
Una fuente importante de errores e injusticias viene de las falsas ideas de utilidad. Por ejemplo: que el legislador tiene falsas ideas de utilidad... que privaría a los hombres de la utilización del fuego por temor a que fuesen quemados, y de agua por temor a ser ahogados y quién sabe de ninguna manera de prevenir el mal, sino destruyéndolo.

Las leyes de esta naturaleza son las que prohíben llevar armas, desarmar a los únicos que no están dispuestos a cometer el delito que las leyes pretenden evitar.... Sin duda, hace que la situación del asaltado sea peor y mejor la de los asaltantes y más bien los fomenta sobre quien evita el asesinato, ya que requiere menos coraje atacar a alguien sin armas que a personas armadas.
La anotación de Jefferson solo fue: «False idee di utilità». No se sabe si Jefferson estuvo de acuerdo con el ejemplo que Beccaria había usado, o con la idea general, o si había alguna otra razón para la copia del pasaje.

### Derecho de rebelión
Después de la Guerra de Independencia, Jefferson abogó por la restricción del gobierno a través de la rebelión y la violencia cuando fuera necesario con el fin de proteger las libertades individuales. En una carta a James Madison el 30 de enero de 1787, Jefferson escribió: «Una pequeña rebelión de vez en cuando, es una buena cosa y es necesario en el mundo político como las tormentas en el físico... Es un medicamento necesario para las buenas condiciones del gobierno». Del mismo modo, en una carta a Abigail Adams el 22 de febrero de 1787, escribió «El espíritu de resistencia al gobierno es tan valioso en algunas ocasiones que me gustaría que se mantuviera siempre vivo». En relación con la rebelión de Daniel Shays después de que él hubiera oído hablar del derramamiento de sangre, el 13 de noviembre de 1787 Jefferson escribió a William S. Smith, yerno de John Adams, «¿Qué significan unas cuantas vidas perdidas en un siglo o dos? El árbol de la libertad debe de vez en cuando ser regado con la sangre de patriotas y tiranos. Es su abono natural». En otra carta a William S. Smith en 1787, Jefferson escribió: «¿Y qué país puede preservar sus libertades, si los gobernantes no son advertidos de vez en cuando, de que este pueblo conserva el espíritu de resistencia?».

### Religión
Las opiniones religiosas de Thomas Jefferson son muy diferentes del cristianismo ortodoxo de su tiempo. A lo largo de su vida, Jefferson estuvo muy interesado en la teología, el estudio bíblico y la moralidad. Él estuvo más estrechamente relacionado con la filosofía religiosa del deísmo y el unitarismo. Según se informa, dijo: «Pregunta con audacia incluso la existencia de un Dios, porque, si hay uno, debe aprobar más el homenaje de la razón, que del miedo con los ojos vendados».

### Nativos americanos
Jefferson fue el primer presidente en proponer la idea de un plan formal de Ley de Traslado Forzoso de los Indios.
Andrew Jackson es a menudo erróneamente acreditado por iniciar la Remoción India, porque el Congreso aprobó la Indian Removal Act en 1830, durante su presidencia, y también debido a su implicación personal en la eliminación por la fuerza de muchas tribus del Este. Pero Jackson no haría más que legalizar y aplicar un plan trazado por Jefferson en una serie de cartas privadas que se iniciaron en 1803.
Las primeras promociones de Jefferson de la Remoción India fueron entre 1776 y 1779, cuando recomendó forzar a los Cheroqui y a las tribus Shawnee a ser expulsados de las tierras que ocupaban originalmente a las tierras al oeste del río Misisipi.
Su primer acto como presidente fue hacer un trato con el estado de Georgia en el que si Georgia fuera a utilizar sus derechos legales sobre su descubrimiento en tierras al oeste, a continuación, los militares de EE. UU. ayudarían a expulsar a la fuerza al pueblo cheroqui de Georgia. En ese momento, los Cherokee habían firmado un tratado con el gobierno de Estados Unidos que les garantizaba el derecho a sus tierras, que fue violado en el trato de Jefferson con Georgia
El plan original de Jefferson para los nativos era el de abandonar sus propias culturas, religiones y estilos de vida a favor de la nueva cultura norteamericana, la religión cristiana y un estilo de vida agrícola sedentario.
La expectativa de Jefferson era que al asimilarlos en un estilo de vida agrícola y despojándolos de la autosuficiencia, se convertirían en económicamente dependientes del comercio con los americanos blancos y por lo tanto, estarían dispuestos a renunciar a la tierra de la que de otro modo no se separarían, a cambio del comercio de bienes o para resolver las deudas pendientes de pago. Se podría aseverar que esta metodología tenía como finalidad evitar el derramamiento de sangre entre las dos culturas, teniendo en cuenta la admiración que él tenía para con los nativos y su forma de gobierno anarquista.

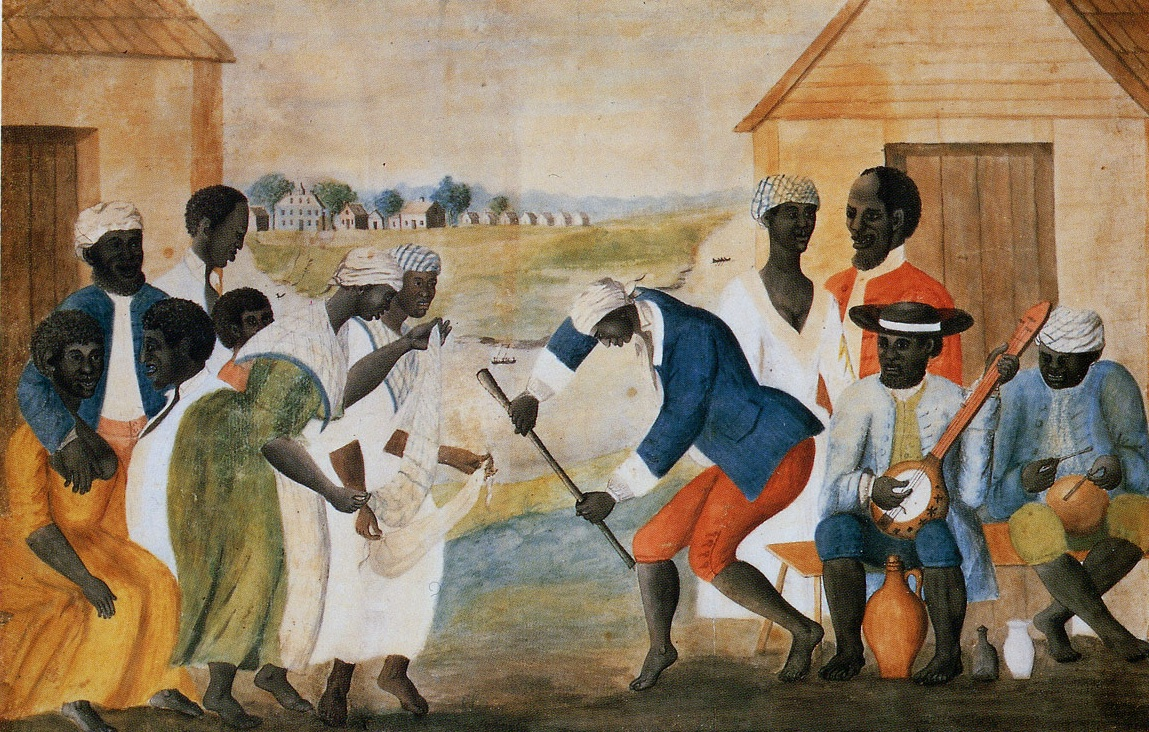
The Old Plantation c. 1785-1795. Acuarela de finales del que muestra a esclavos bailando, con un banjo y un tambor, en una plantación de Carolina del Sur.

En los casos donde las tribus indígenas resistieran la asimilación, Jefferson creía que debían ser eliminados a la fuerza de sus tierras y ser enviados al oeste. El peor resultado posible sucedería si los indios atacaran a los blancos. Le dijo a su secretario de Guerra, el general Henry Dearborn (quien fue el funcionario gubernamental responsable por los asuntos indígenas): «Si nos vemos obligados a levantar el hacha de guerra en contra de cualquier tribu, nunca la depondremos hasta que esa tribu sea exterminada o expulsada más allá del Mississipi». Lo que deja plausiblemente a la vista su autodeterminación para lograr sus objetivos.

### Sobre la esclavitud
Jefferson se pronunció constantemente en contra de la trata atlántica de esclavos, propuso y obtuvo su prohibición en Virginia en 1779 cuando era allí legislador. En su discurso del estado de la Unión de diciembre de 1806 pidió al congreso del país la proscripción nacional de dicha trata de esclavos, y, aprobada la ley, la firmó en marzo de 1807. Desde que entraron en vigencia estas leyes, ha sido ilegal importar esclavos a Virginia, por la primera, y a Estados Unidos, por la segunda.
Era uno de los hombres más ricos de Virginia y tuvo esclavos toda su vida, en total más de seiscientos. Para pagar sus deudas y apoyar su vida lujosa, él mismo vendió a muchos de sus esclavos. Su vida lujosa dependía de eso.
Jefferson, bien conocido por sus palabras idealistas en la Declaración de Independencia de Estados Unidos en 1776, justificó la esclavitud con sus ideas racistas, incluso la idea de que los negros posiblemente no fuesen humanos del todo y tuviesen coito con los orangutanes. La idea era que los negros necesitaban la ayuda de los blancos debido a que no eran capaces de dirigir sus propias vidas.
Jefferson, como muchos que tenían esclavos, permitió e incluso ordenó la violencia en contra de sus esclavos para que no intentaran escapar, como en el caso de Jame Hubbard. En su tiempo había los que estaban en contra de esa forma de violencia. Jefferson hizo que niños de diez años trabajaran en su fábrica de puntillas, y aporcinó su comida como manera a paga.
Todos menos uno de los esclavos de Jefferson fue vendido después de su muerte para pagar sus deudas. Hay algunos historiadores que dicen que Jefferson no podía liberar a sus esclavos por sus deudas enormes. Sin embargo, Finkelman dice que Jefferson no tenía ninguna intención de hacerlo, y cuando tenía la oportunidad se negaba a hacerlo.
Aclaró en su autobiografía que las razas blancas y negras, igualmente libres, no pueden vivir en un mismo gobierno. Es decir, Jefferson hablaba por un país sin negros, libres o esclavos.
Jefferson tenía una relación con Sally Hemings, su esclava, y la mantuvo como su concubina. Le dio seis hijos, pero solo cuatro sobrevivieron.

## Memoria de Jefferson
Jefferson ha sido recordado de muchas maneras, incluyendo edificios, esculturas, monedas y sellos de correos. El Monumento a Jefferson fue dedicado en Washington D. C. el 13 de abril de 1943, el 200.º aniversario del nacimiento de Jefferson. El interior del mismo incluye una estatua de 19 pies (6 m) de Jefferson y grabados de pasajes de sus escritos. El más destacado son las palabras que están inscritas cerca del techo: «He jurado ante el altar de Dios hostilidad eterna contra toda forma de tiranía sobre la mente del hombre».
Su lápida original, ahora un cenotafio, se encuentra ahora en el campus de la Universidad de Misuri.
Jefferson, junto con George Washington, Theodore Roosevelt y Abraham Lincoln, fue elegido por el escultor Gutzon Borglum y aprobado por el presidente Calvin Coolidge para ser representado en piedra en el monumento del Monte Rushmore.
Los monumentos conmemorativos recientes a Jefferson incluyen la puesta en marcha por la NOAA del buque Thomas Jefferson en Norfolk, Virginia el 8 de julio de 2003, en conmemoración de la creación del Servicio de la Costa, el predecesor del Servicio Oceánico Nacional de la NOAA. También la colocación de un monumento de bronce en Jefferson Park, Chicago, a la entrada de la Central de Transporte de Jefferson Park a lo largo de la avenida Milwaukee en 2005.

Jefferson en los símbolos de Estados Unidos
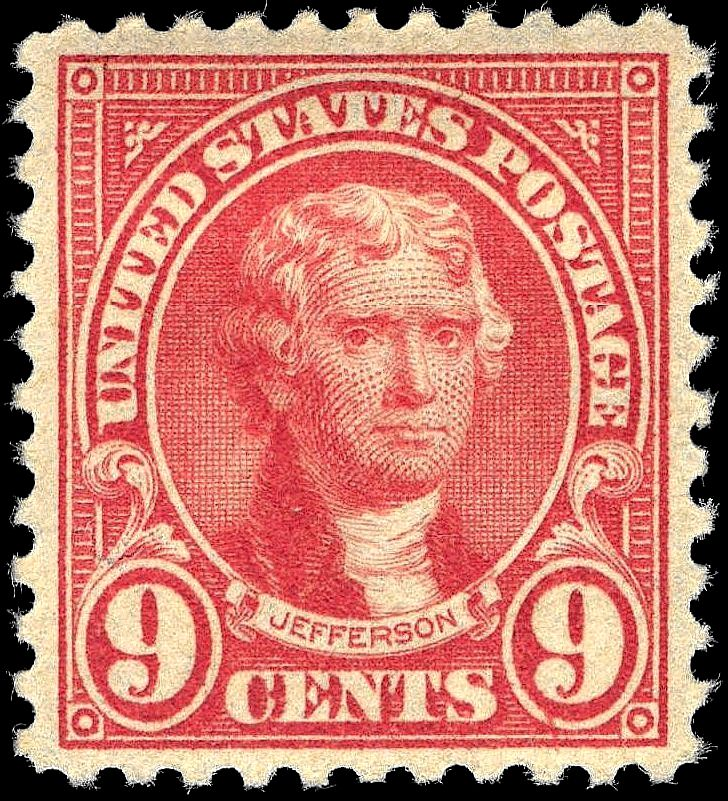
Un sello de 1923
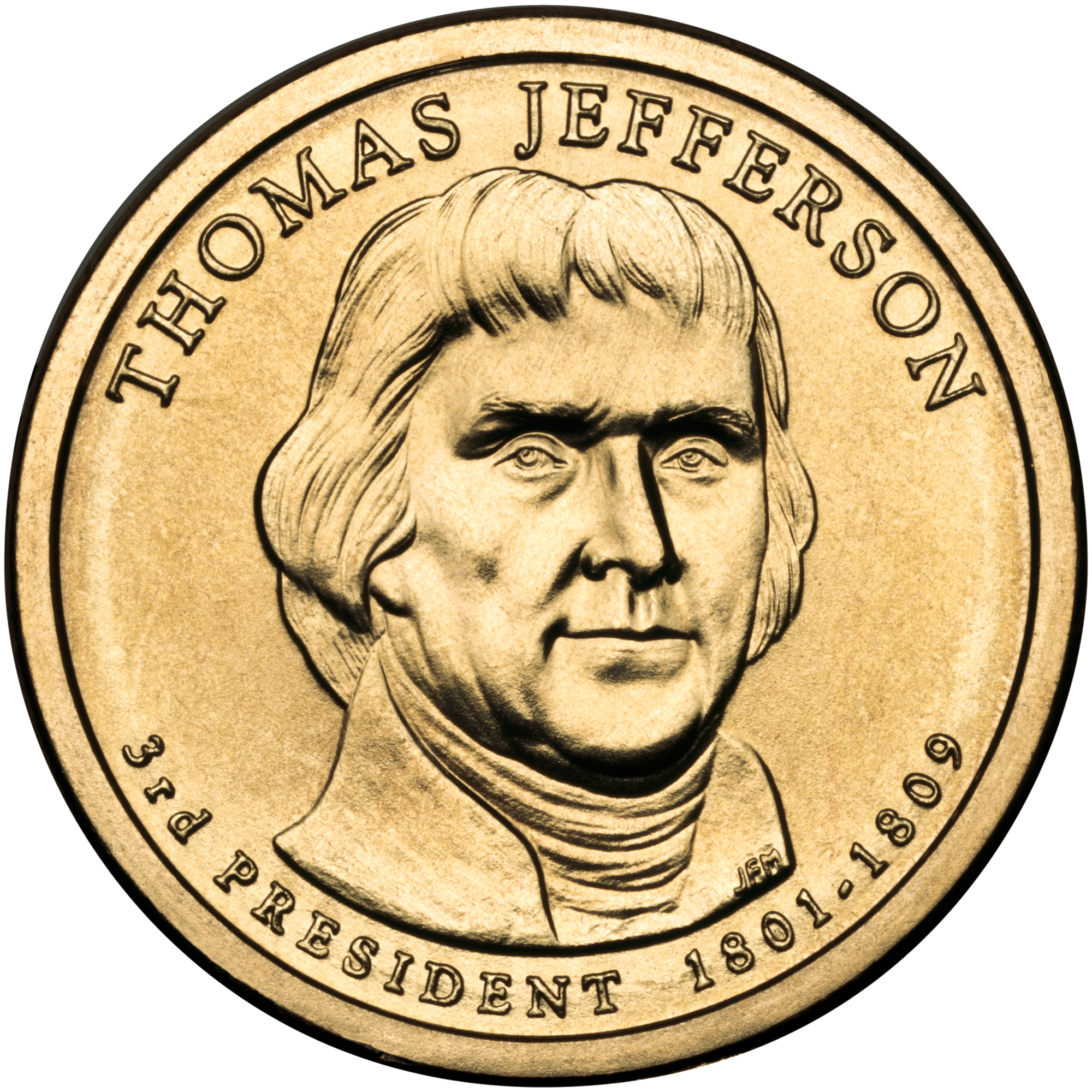
Un dólar conmemorativo
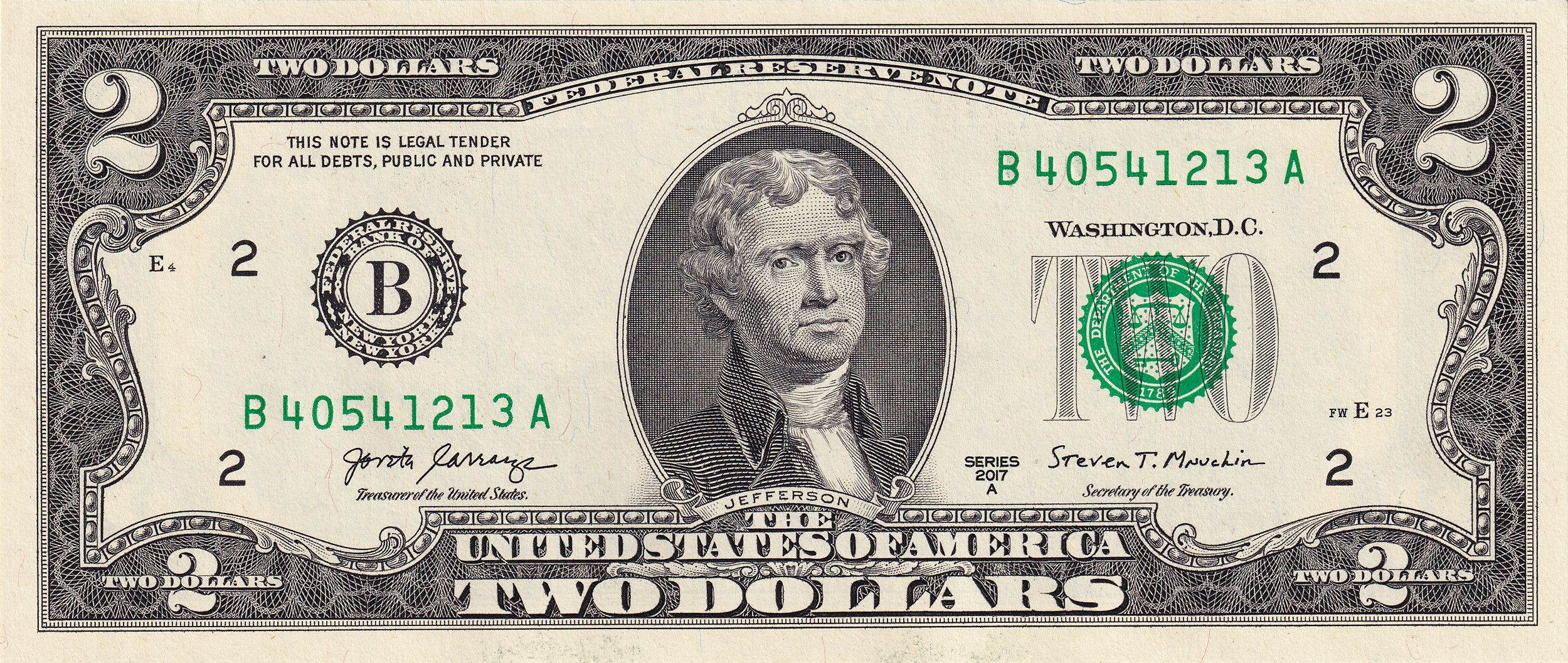
Billete de 2 dólares con la efigie de Jefferson
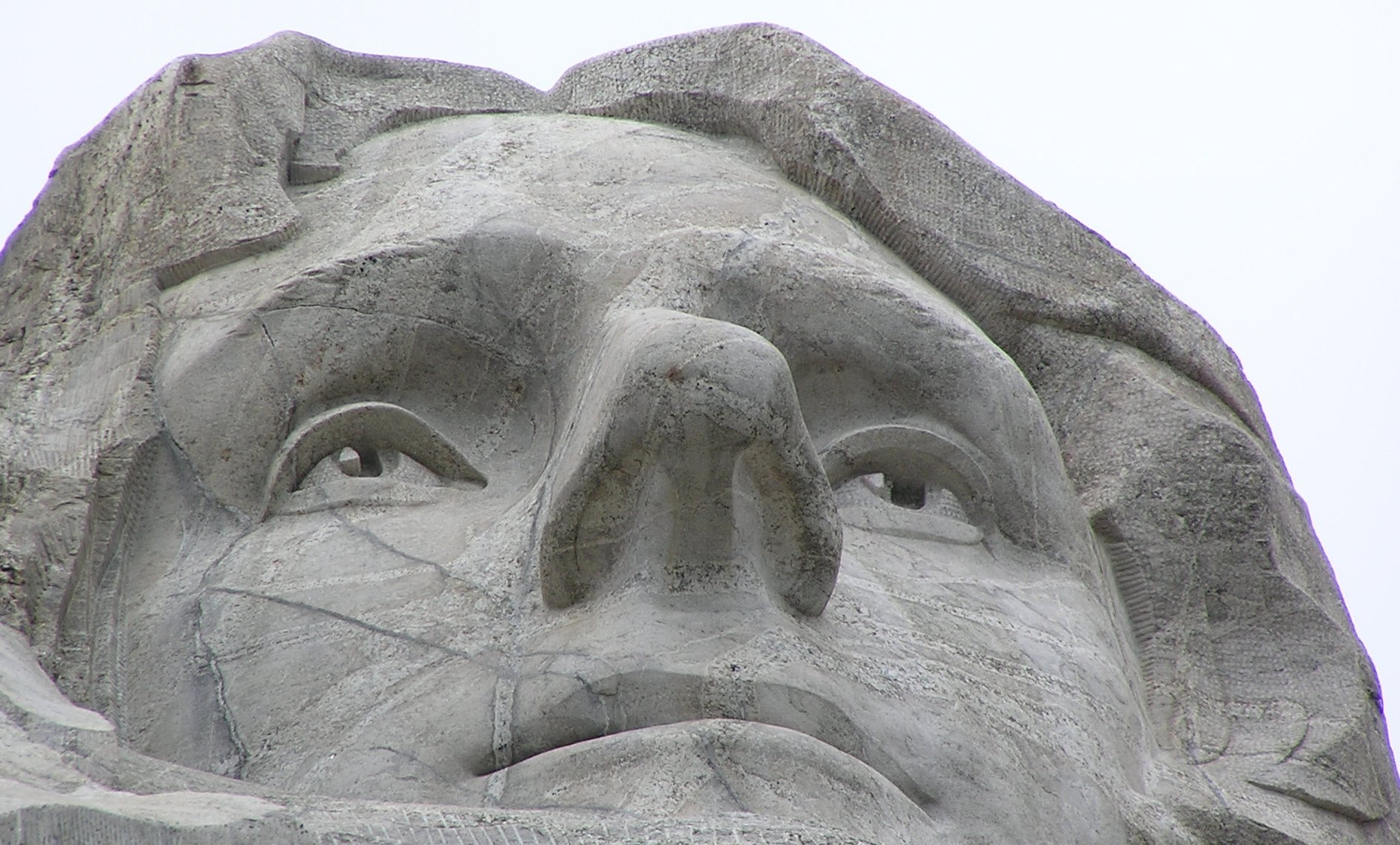
Jefferson en el Monte Rushmore
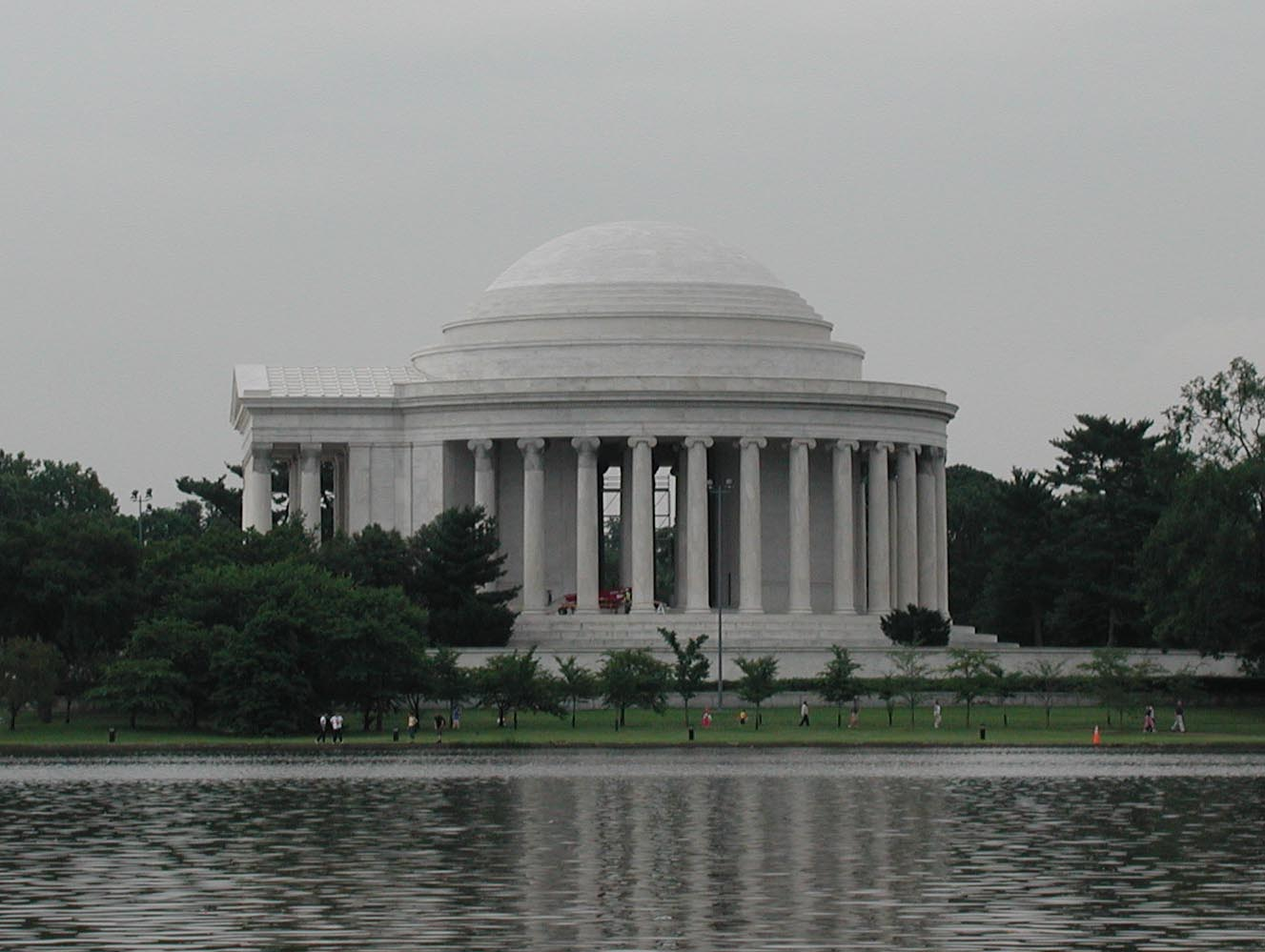
Monumento a Thomas Jefferson en Washington DC